# Leutkirch im Allgäu

Leutkirch und Schloss Zeil 1907

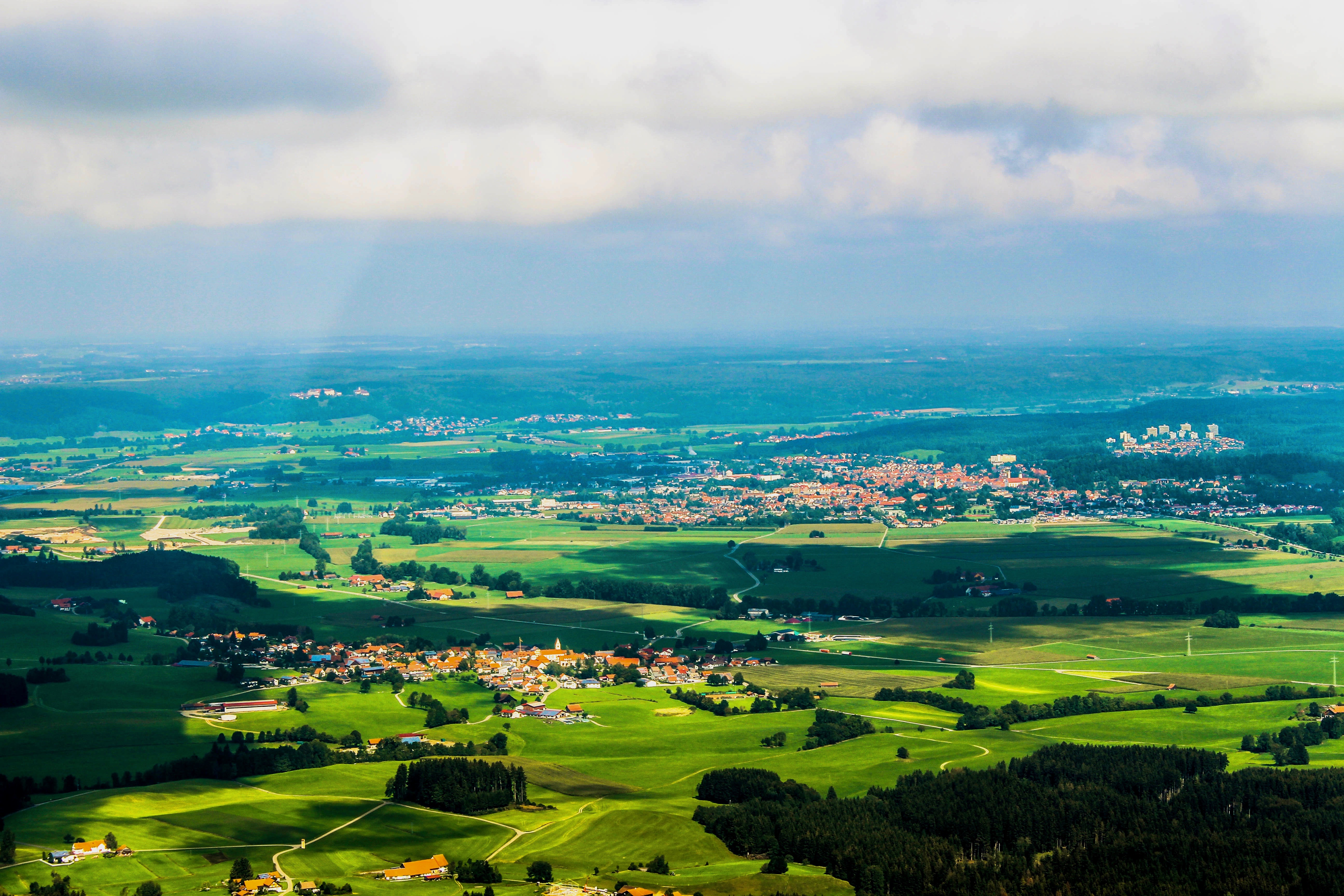
Leutkirch im Allgäu – Luftaufnahme

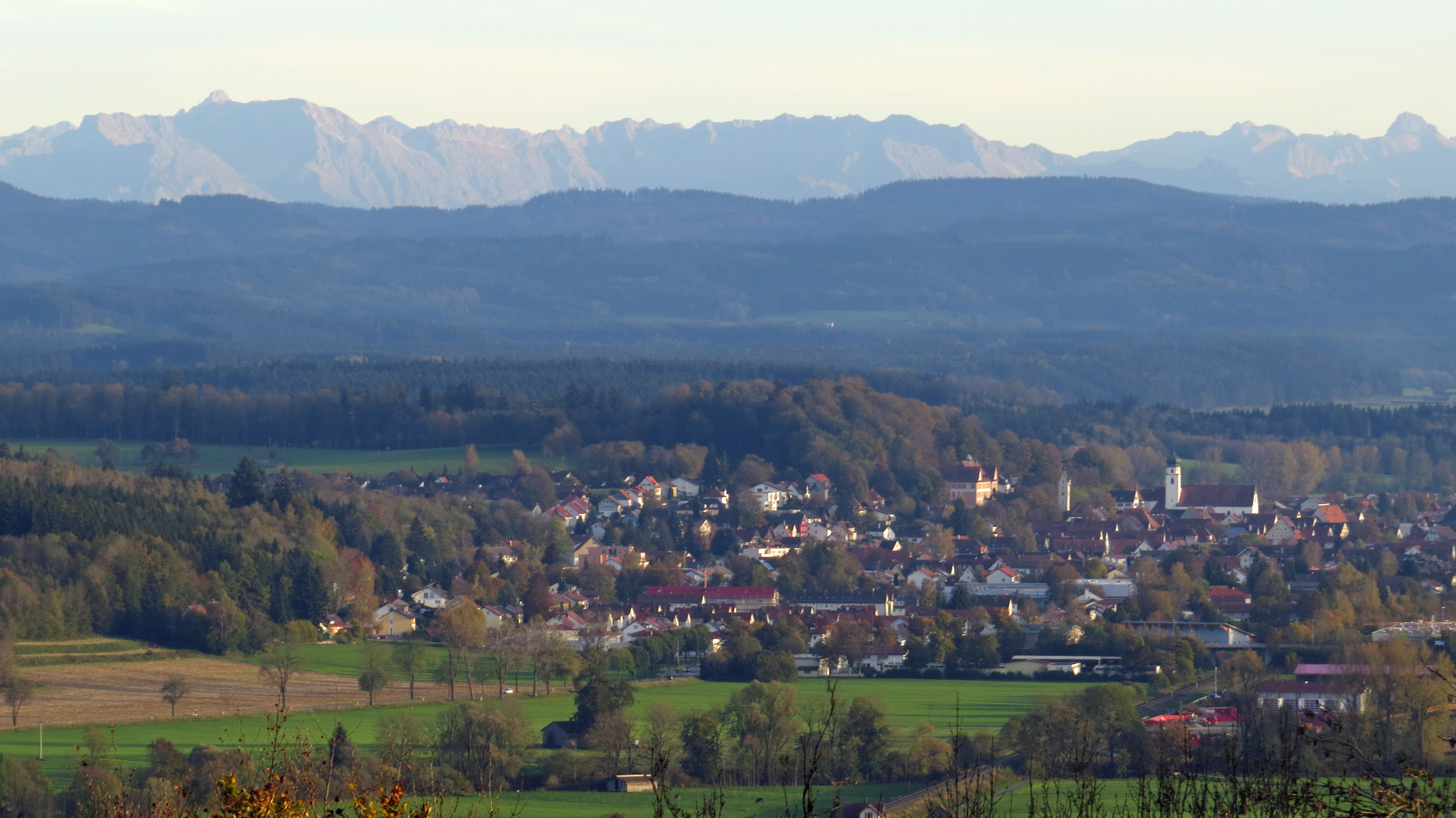
Leutkirch im Allgäu von Norden

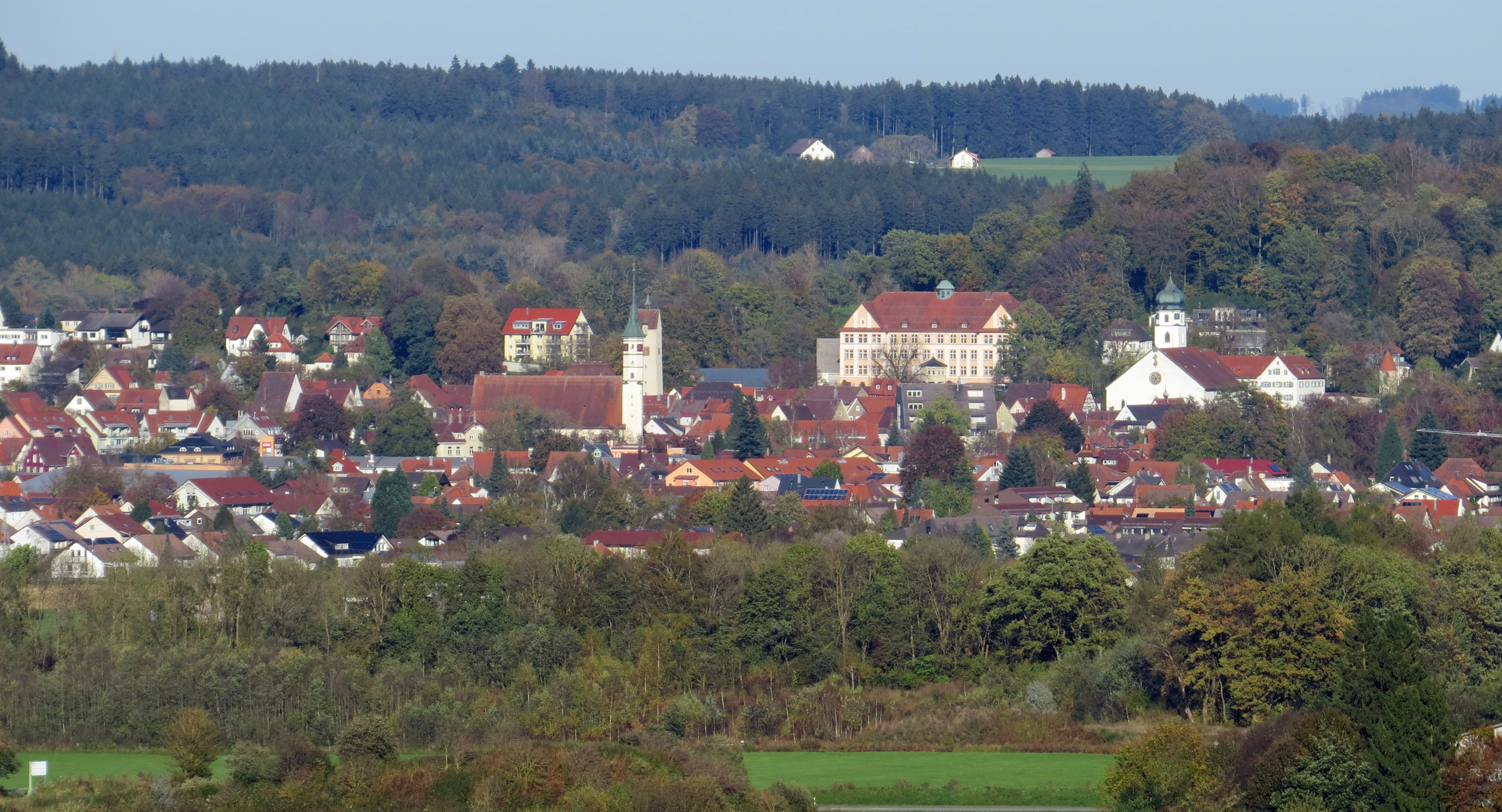
Leutkirch – Altstadt von Westen

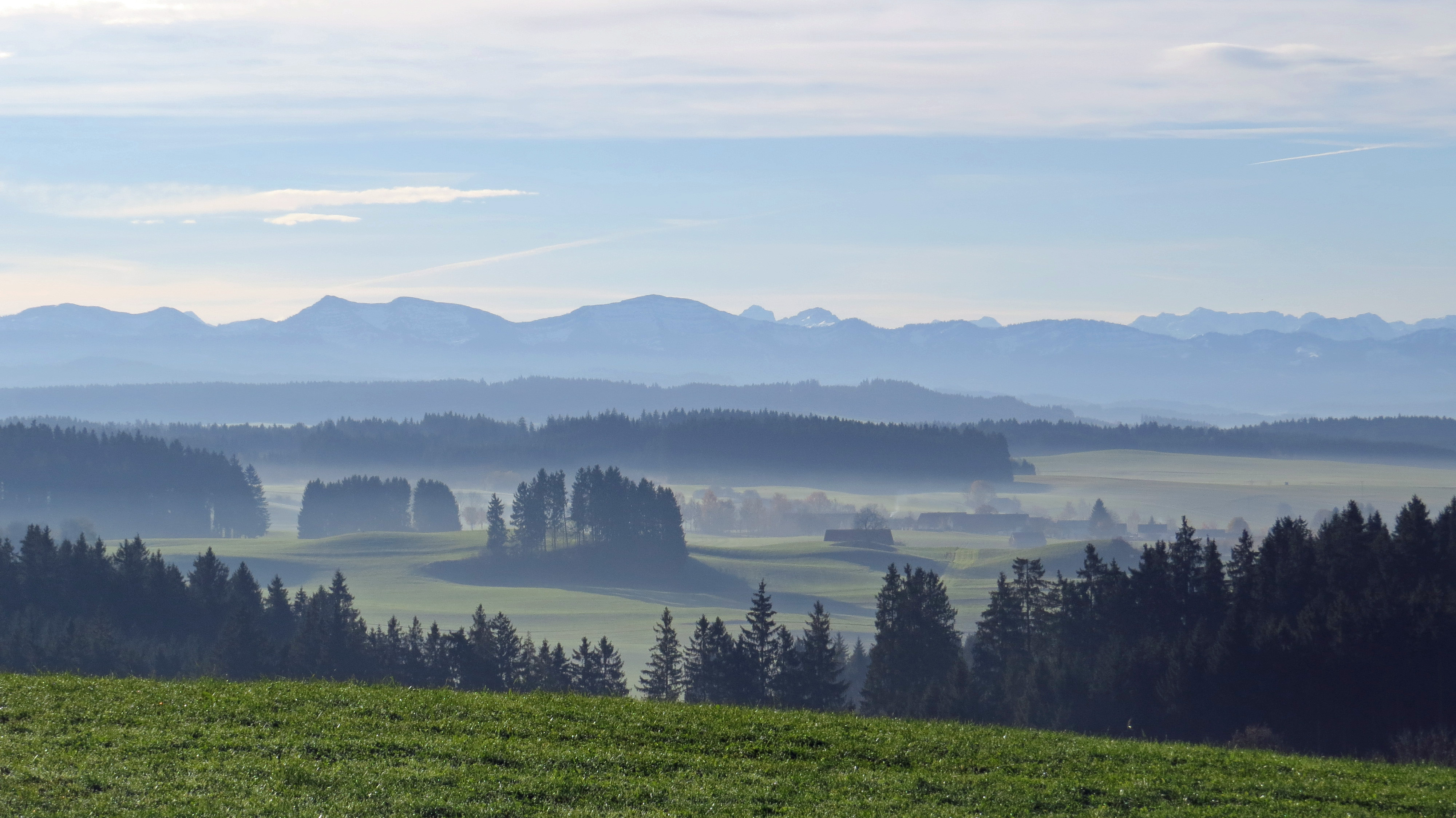
Blick vom Winterberg bei Tautenhofen zur Nagelfluhkette

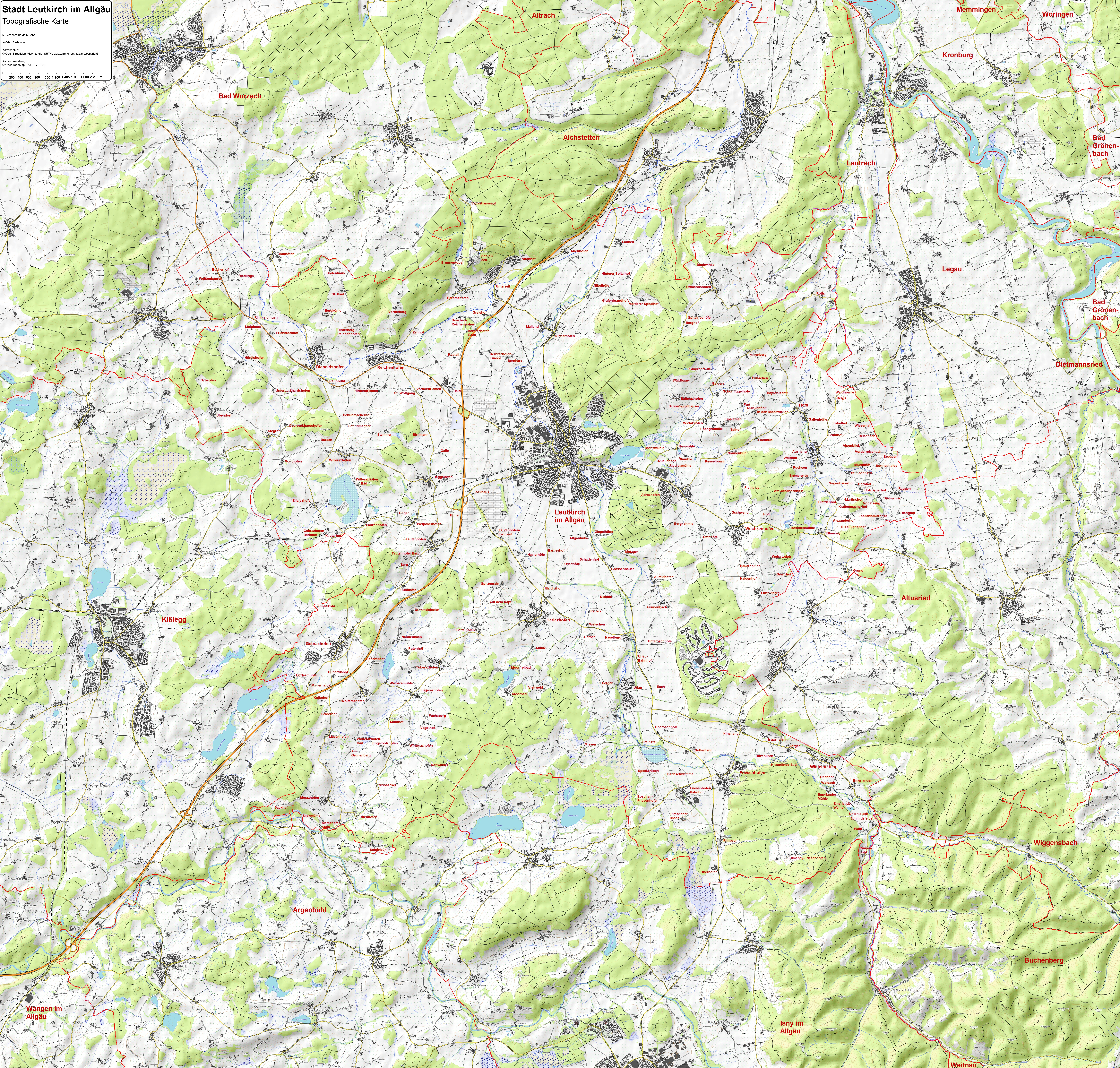
Topografische Karte der Stadt Leutkirch im Allgäu mit Teilorten, Dörfern, Weilern und Wohnplätzen

Leutkirch im Allgäu [ˈlɔʏ̯tkɪʁç] ist eine Stadt mit rund 24.000 Einwohnern im Landkreis Ravensburg im Südosten von Baden-Württemberg. Im Westallgäu zwischen Memmingen und Wangen an der A 96 gelegen, bildet die ehemalige Reichsstadt ein Mittelzentrum für die umliegenden Gemeinden und zählt laut Deutschem Wetterdienst in einzelnen Jahren zu den sonnigsten Orten Deutschlands. Leutkirch ist mit seiner Fläche von 175 km² nach Stuttgart, Baiersbronn, Bad Wurzach und Ehingen die fünftgrößte Gemeinde in Baden-Württemberg.
Leutkirch im Allgäu ist seit dem 1. Januar 1974 Große Kreisstadt. Mit ihren Nachbargemeinden Aichstetten und Aitrach ist die Stadt Leutkirch eine Vereinbarte Verwaltungsgemeinschaft eingegangen.

## Geographie

### Lage
Leutkirch liegt am Rand des württembergischen Allgäus nordwestlich der Adelegg, die entgegen verbreiteter Ansicht kein nördlicher Ausläufer der Allgäuer Alpen ist. Das durch zahlreiche Eingemeindungen erweiterte Stadtgebiet grenzt im Osten langgestreckt an Bayern. Die Altstadt befindet sich zwischen dem rechten Ufer der Eschach und der Wilhelmshöhe, Teil eines risseiszeitlichen Moränengebietes am Ostrand eines breiten Beckens im Aitrachgebiet.
Die Eschach tritt im äußersten Südosten bei Schmidsfelden aus der eigentlichen Adelegg aus und in das Stadtgebiet ein, fließt dann in nordöstlicher Richtung durch das östliche Stadtgebiet, vorbei an Emerlanden, Winterstetten, Friesenhofen und Urlau, erreicht dann die Kernstadt, die sie von Süden nach Norden durchfließt. Anschließend fließt sie am Ort Mailand vorbei und vereinigt sich unweit nördlich mit der von Westen kommenden Wurzacher Ach zur Aitrach, die wenige Kilometer nördlich das Leutkircher Stadtgebiet verlässt und in die Iller mündet. Der südwestliche Stadtteil Gebrazhofen wird über Nebenflüsse der Argen zum Bodensee hin entwässert. Somit liegt Leutkirch auf der Europäischen Hauptwasserscheide, die im Bereich des Speckenlochs eine Talwasserscheide ist. Einer der höchsten Punkte der Wasserscheide auf dem Stadtgebiet ist der Winterberg, auf dem auch die Autobahnkapelle steht.

### Nachbargemeinden
Folgende Städte und Gemeinden grenzen im Uhrzeigersinn, beginnend im Osten, an die Stadt Leutkirch im Allgäu: Lautrach (Landkreis Unterallgäu), Legau (Landkreis Unterallgäu), Altusried (Landkreis Oberallgäu), Buchenberg (Landkreis Oberallgäu) sowie Isny im Allgäu, Argenbühl, Kißlegg, Bad Wurzach und Aichstetten (alle Landkreis Ravensburg).

### Stadtgliederung
Das Stadtgebiet Leutkirchs besteht aus der Kernstadt und den im Rahmen der Gemeindereform 1972 eingegliederten ehemaligen Gemeinden Diepoldshofen, Friesenhofen, Gebrazhofen, Herlazhofen, Hofs, Reichenhofen, Winterstetten und Wuchzenhofen.
Die eingegliederten Gemeinden sind zugleich Ortschaften im Sinne der baden-württembergischen Gemeindeordnung, das heißt, sie haben jeweils einen von den Wahlberechtigten bei jeder Kommunalwahl neu zu wählenden Ortschaftsrat mit einem Ortsvorsteher als Vorsitzenden. In jeder der Ortschaften gibt es eine Ortsverwaltung, deren Leiter der Ortsvorsteher ist.
Zu allen Stadtteilen und zur Kernstadt gehören noch viele räumlich getrennte Wohnplätze mit eigenen Namen, die oft wenige Einwohner haben und Wohngebiete, deren Bezeichnungen sich im Laufe der Bebauung ergeben haben und deren Grenzen meist nicht genau festgelegt sind. Im Einzelnen sind dies:
| Teilort       | Einwohner (Hauptwohnsitz am 31. Dezember 2023) | Wohnplätze |
| ------------- | ---------------------------------------------- | --- |
| Kernstadt     | 12.501                                         | Moosmühle, Riedlesmühle, Ziegelstadt, Nibelsiedlung, Siedlung Pfingstweide, Repsweihersiedlung, Isnyer Siedlung, Krähloh-Siedlung, Schillersiedlung, Ringwegsiedlung |
| Diepoldshofen | 678                                            | Bergkönig, Bodenhaus, Erlenstockhof, Hünlishofen, Oberburkhardshofen, Rast, Riedlings, Rimmeldingen, Staighaus, Stegrot, Übendorf, Unterburkhardshofen, Weißenbauren |
| Friesenhofen  | 825                                            | Bachschwemme, Badhaus, Bahnhof Friesenhofen, Boschen, Bottentann, Ellmeney, Friesenhofer Sägmühle, Halden, Hitzenlinde, Kaltbronnen, Oberhofen, Rimpach, Rinnebühl, Speckenloch, Unteres Moos, Wald |
| Gebrazhofen   | 1.851                                          | Engelboldshofen, Engerazhofen, Enzlesmühle, Feldershof, Fuchsberg, Grimmelshofen, Grünenberg, Hinterberg, Kolbshof, Liezenhofen, Merazhofen, Moosacker, Mühlhof, Nannenbach, Roßwinkel, Sackhof, Sackmühle, Schönenbühl, Spechtshof, Stampfe, Toberazhofen, Uttenhofen, Vogelhof, Weihersmühle, Winterazhofen, Wolferazhofen, Wolferazhofer Bad |
| Herlazhofen   | 2.550                                          | Bahnhof Gebrazhofen, Berg, Berger, Bettelhofen, Birnmann, Bufler, Burris, Ellerazhofen, Ewigkeit, Gaile, Gerber, Grünenbach, Haselburg, Haslerhöfe, Heggelbach, Hinterberg, Hundhöfe, Kapf, Kauter, Kellers, Krug, Lanzenhofen, Missen, Mühle, Öschhöfe, Schuhmacher, Sonthofen, Spitzenrain, Stemmer, Tautenhofen, Tautenhofer Einöden, Unger, Urlau, Urlau-Oberösch, Urlau-Unterösch, Vesterhof, Viehweide, Weipoldshofen, Welschen, Willerazhofen, Willerazhofer Bad, Zollhaus                                                                      |
| Hofs          | 860                                            | Alexanderhof, Alpenblick, Ausnang, Bergs, Beyschlechts, Bimmlings, Bremerwies, Brühlhof, Bruggen, Dinghof, Dietmanns, Dietrichshof, Dornhof, Eisbäuerleshof, Ellmeney, Freihalden, Fuchsen, Gallenhöfle, Gegenbauerhof, Grund, Höll, Jockenbauernhof, Klotzbauernhof, Krattenmacherhof, Lochbühl, Martinshof, Mooswiesen, Muschhof, Quickenhof, Raggen, Reischach, Rotis, St. Leonhard, Sonnenhalde, Tobelhof, Vogelsang, Vorderreischach, Waldhörnle, Waldhof, Wiesental                                                                              |
| Reichenhofen  | 1.855                                          | Auenhofen, Bernhard, Boschen, Brunnentobel, Greishof, Haid, Haider Einöden, Haldenhaus, Herbrazhofen, Hinterberg, Hinterstriemen, Mailand, Rostall, St. Wolfgang, Schloss Zeil, Sebastianssaul, Unterzeil, Vorderberg, Vorderstriemen |
| Winterstetten | 418                                            | Emerlanden, Emerlander Mühle, Hinznang, Hitzenlinde, Isgazhofen, Jörger, Öschhof, Schmidsfelden, Unterhitzenlinde, Unterselach, Vogelberg, Weidach |
| Wuchzenhofen  | 2.047                                          | Adrazhofen, Allmishofen, Balterazhofen, Bauernhalden, Berghof, Bergschmid, Boschenmühle, Einsiedler, Furt, Geigers, Glockenreute, Grafenbrandhöfe, Grenzhof, Großenbauer, Gschwend, Haldenhof, Hammerschmiede, Hasenberg, Hinterer Spitalhof, Höll, Kesselbrunn, Kiechle, Lauben, Luttolsberg, Metzger, Neumühle, Nibelhöfe, Niederhofen, Nonnenbühl, Ölmühle, Ottmannshofen, Quellenhof, Schachen, Schadenhof, Schorniggelhäuser, Schorniggelhöfe, Spitalriedhöfe, Talhof, Tannhöfe, Vorderer Spitalhof, Waldbauer, Weiherhof, Weißweber, Wielazhofen |

### Raumplanung
Leutkirch im Allgäu ist ein Mittelzentrum innerhalb des Regionalverbands Bodensee-Oberschwaben, dessen Oberzentren die Städte Ravensburg (etwa 44 km), Weingarten (etwa 40 km) und Friedrichshafen (etwa 64 km) sind. Aufgrund der Grenzlage zu Bayern sind die Oberzentren räumlich weit entfernt und die Verflechtungen mit dem Oberzentrum Memmingen weitaus enger als die mit dem Regionalplan zugewiesenen Oberzentren.
Der Bereich Leutkirch umfasst den nordöstlichen Bereich des Landkreises Ravensburg, im Einzelnen die Städte und Gemeinden Aichstetten, Aitrach, Bad Wurzach, Isny im Allgäu und Leutkirch. Darüber hinaus gibt es Verflechtungen mit den Gemeinden des angrenzenden Oberzentrums Memmingen in Bayern. Leutkirch liegt laut Landesentwicklungsplan Baden-Württemberg auf der Landesentwicklungsachse Lindau – Wangen – Leutkirch – Memmingen und der regionalen Entwicklungsachse Bad Saulgau – Aulendorf – Bad Waldsee – Bad Wurzach – Leutkirch – Isny.

## Geschichte

### Geschichte der Kernstadt

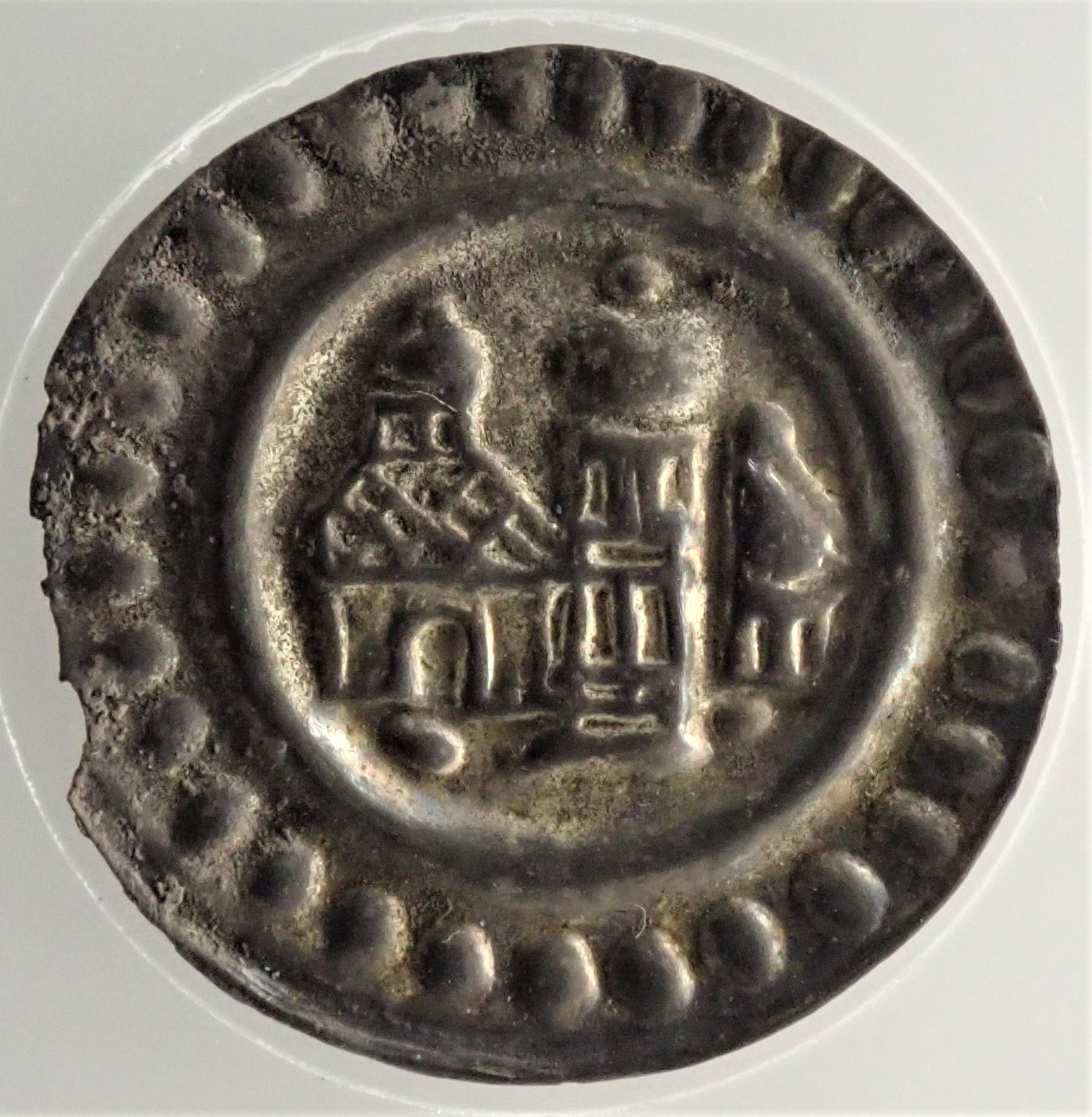
Silberpfennig
aus Leutkirch, 13. Jahrhundert

Vor- und frühgeschichtliche Siedlungsspuren sind im Allgäu selten. Umso mehr fällt auf, dass aus Leutkirch ein Grabfund der Völkerwanderungszeit bekannt ist (namensgebend für Fibeln vom Typ Leutkirch). Offenbar ließen sich im Vorfeld des Donau-Iller-Rhein-Limes, zu dem das nahe Kastell Isny gehört, frühzeitig Alamannen nieder. Eine Besiedlung des Westallgäuer Hügellandes während der Merowingerzeit ist archäologisch bisher kaum nachweisbar, ist jedoch aufgrund historischer Quellen – frühe Nennungen, Patrozinien und Ortsnamenformen – anzunehmen.
Die Stadt entstand durch das Zusammenwachsen zweier Dörfer, Ufhofen und Mittelhofen, die zu Füßen der Leutekirche St. Martin lagen. Die Leutekirche als Namensgeberin ist im Wappen der Stadt abgebildet. Eine erste urkundliche Erwähnung des alten Kirch- und Gerichtsortes des Nibelgaus befindet sich in einer St. Galler Urkunde aus dem Jahr 766, in der das Gebiet nach dem Aussterben der Udalrichinger an die Grafen von Bregenz und im Weiteren an die Grafen von Montfort vergeben wurde. Während deren Regentschaft entstand zwischen Ufhofen und Mittelhofen eine Marktsiedlung.
Im Jahre 1293 wurden Leutkirch von König Adolf von Nassau die Rechte der Stadt Lindau verliehen; sie wurde so zur Reichsstadt. Frühere Urkunden mit dem Begriff in burgo lassen aber auch schon auf eine städtische Siedlung schließen.
Das Hauptgewerbe der Stadt wurde der Leinwandhandel. Die größte Zunft mit bis zu 200 Mitgliedern waren die Weber, deren Erzeugnisse bis nach Italien und Spanien gehandelt wurden. 1488 wurde Leutkirch Mitglied im Schwäbischen Bund und erlangte Sitz und Stimme auf dem Reichstag und im Schwäbischen Bund.

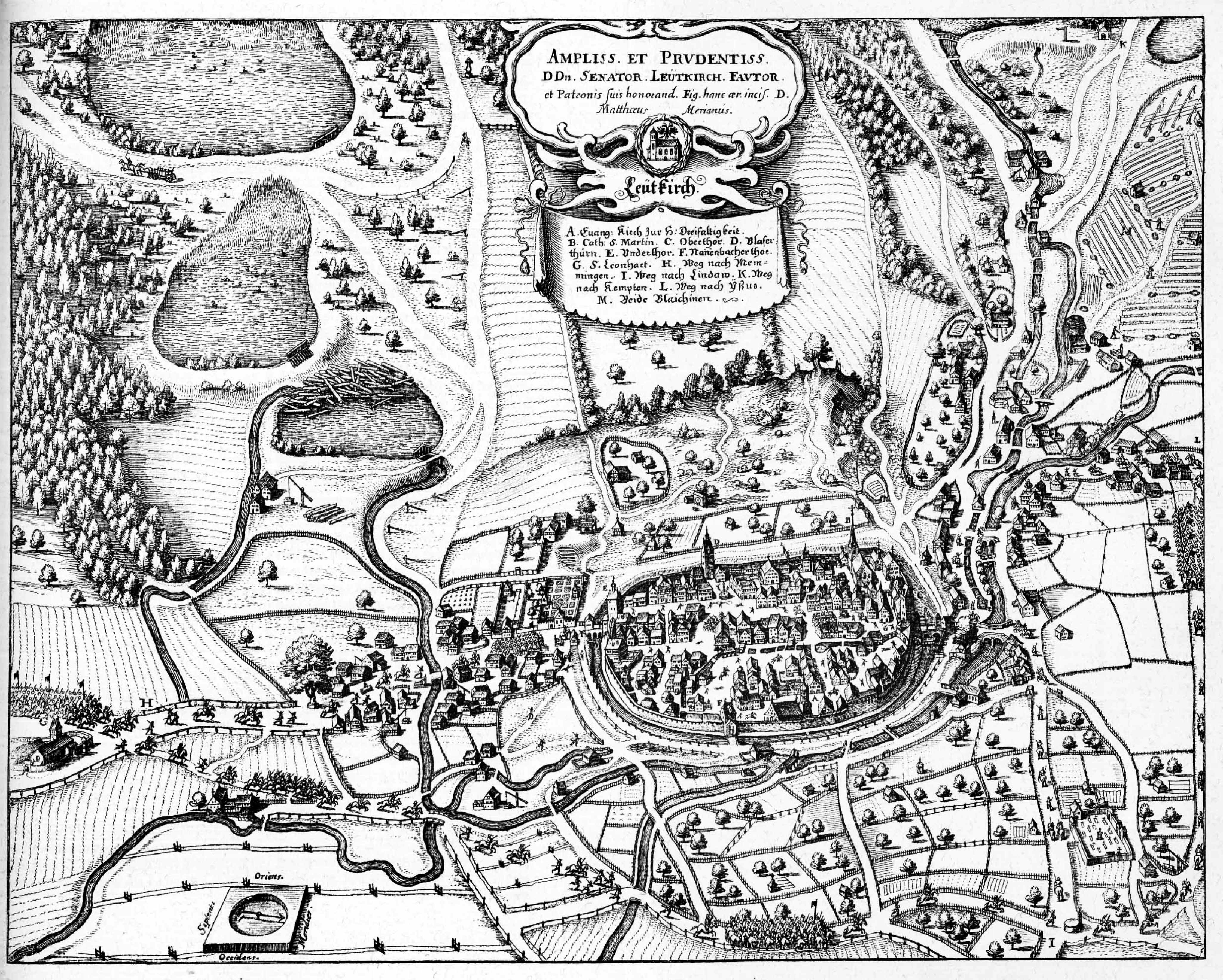
Leutkirch um 1650,
Kupferstich
von Caspar Merian

Im Jahre 1546 hielt in Leutkirch die Reformation Einzug. Bürgermeister Georg Bock (1512–1589) unterzeichnete für den Rat der Stadt die lutherische Konkordienformel von 1577. Der Dreißigjährige Krieg setzte der Stadt schwer zu. Zahlreiche Häuser wurden zerstört, die Zahl der Bürger sank auf 184. Auch die Zeit nach 1648 war keine Blütezeit für die Stadt, deren Verschuldung weiter zunahm. Trotz dieser wirtschaftlich schlechten Zeiten wurde 1740 das barocke Rathaus erbaut. Die Stuckdecke von Johannes Schütz zählt zu den Hauptsehenswürdigkeiten der Stadt.

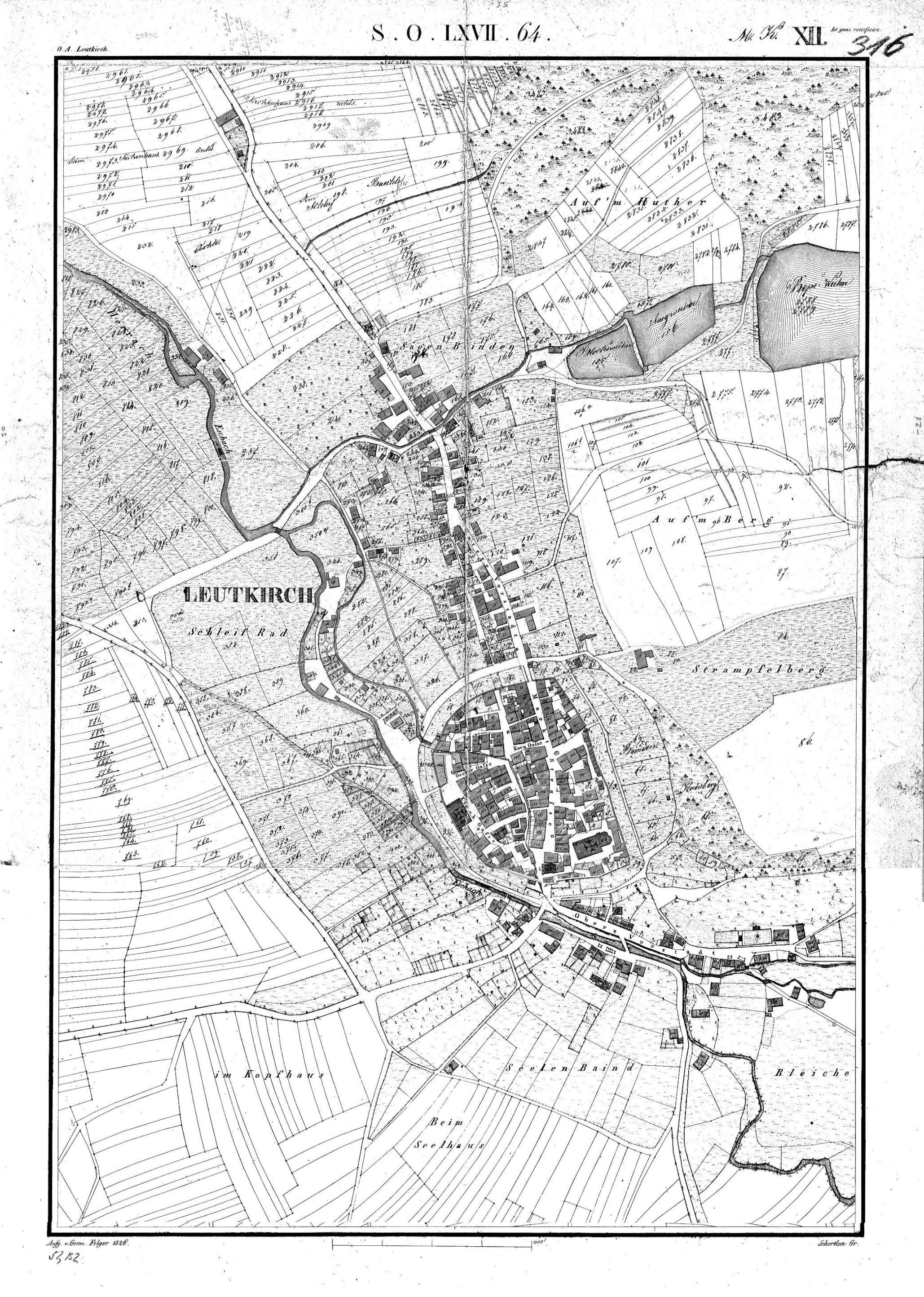
Historische Katasterkarte von Leutkirch, 1826

Bei der Mediatisierung 1803 wurde Leutkirch zunächst bayerisch. 1810 kam die Stadt mit dem Grenzvertrag zwischen Bayern und Württemberg zum Königreich Württemberg und wurde Sitz des Oberamtes Leutkirch. Im Jahre 1872 kam der Anschluss an das Streckennetz der Königlich Württembergischen Staats-Eisenbahnen. Es wurde 1872/1874 zunächst die Bahnstrecke Herbertingen–Isny eröffnet, 1889 folgte die Bahnstrecke Leutkirch–Memmingen. Im 19. Jahrhundert setzte zögernd eine Industrialisierung ein.
Das Oberamt Leutkirch hieß ab 1934 Kreis Leutkirch. Dieser Kreis wurde im Jahre 1938 durch die Verwaltungsreform während der NS-Zeit in Württemberg aufgelöst und fiel zum größten Teil an den Landkreis Wangen, darunter auch die Stadt Leutkirch selbst. Nach dem Zweiten Weltkrieg fiel die Stadt in die Französische Besatzungszone und kam somit 1947 zum neu gegründeten Land Württemberg-Hohenzollern, welches 1952 im Land Baden-Württemberg aufging. Im Zuge der Gebietsreform schlossen sich 1972 acht Nachbargemeinden mit Leutkirch zusammen. Dadurch überschritt die Einwohnerzahl die Grenze von 20.000, so dass die Stadtverwaltung den Antrag auf Erhebung zur Großen Kreisstadt stellte. Die Landesregierung von Baden-Württemberg beschloss dies dann mit Wirkung vom 1. Januar 1974. Zum 11. Juni 1974 wurde der Name der Stadt geändert. Seither lautet die offizielle Bezeichnung Große Kreisstadt Leutkirch im Allgäu. Am 1. Januar 1973 erfolgte im Rahmen der Kreisreform in Baden-Württemberg die Eingliederung in den heutigen Landkreis Ravensburg (mit neuem Kfz-Kennzeichen RV; zuvor hatte Leutkirch das Kfz-Kennzeichen WG des alten Landkreises Wangen).

### Geschichte der eingemeindeten Orte

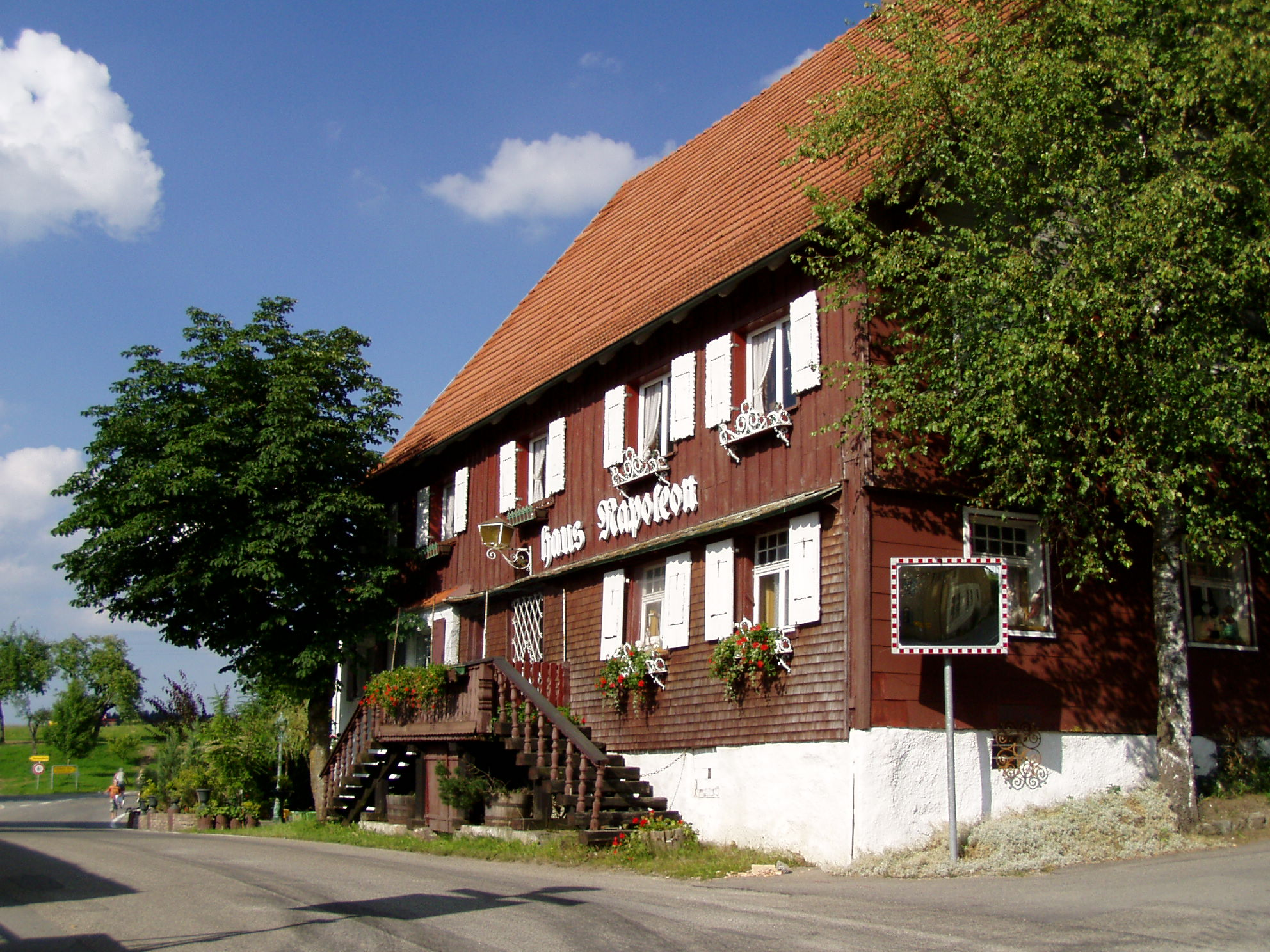
Haus Napoleon in Engerazhofen

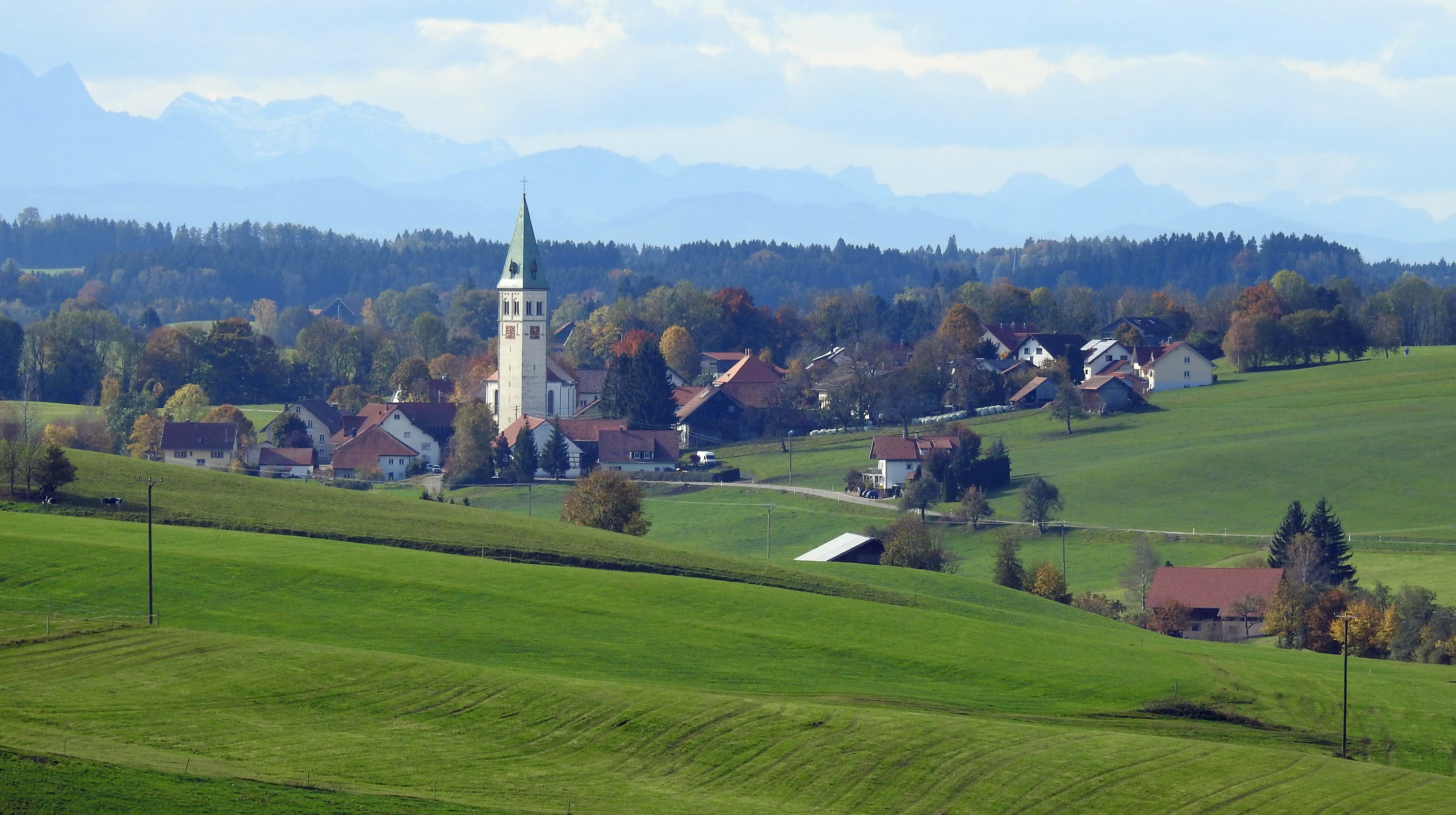
Merazhofen von Nordosten

In den meisten in Leutkirch eingemeindeten Orten lebten im Spätmittelalter und in der Frühen Neuzeit überwiegend Bauern, die als freie Bauern keinem Herrn außer dem Kaiser untertan waren. Diese so genannten Freien auf Leutkircher Heide hatten eine eigene Gerichtsbarkeit, ihre Dörfer somit de facto zumindest im Spätmittelalter den Sonderstatus von Reichsdörfern. Da der Status des freien Bauern jedoch an die Person gebunden war, und die Erblichkeit im Laufe der Jahrhunderte unterschiedlich und zunehmend zum Nachteil der freien Bauern geregelt war, ging die Bedeutung der freien Bauern mehr und mehr zurück. Das Haus Habsburg beanspruchte zudem die von freien Bauern bewohnten Dörfer als Bestandteil seiner Landvogtei Schwaben. Immerhin blieben in diesen Dörfern pro forma einige Sonderrechte bis zum Ende des Alten Reiches bestehen.

#### Diepoldshofen
Diepoldshofen wurde 1152 erstmals erwähnt. Im 13. Jahrhundert war es im Besitz der Klöster Baindt, Isny und Rot. Die Herrschaft oblag der Grafschaft Zeil, mit der der Ort 1810 an Württemberg fiel. Danach gehörte der Ort zunächst zur Oberschultheißerei Zeil innerhalb des Oberamts Leutkirch. 1820 wurde die Gemeinde Diepoldshofen gebildet, die bis 1849 zum fürstlich Waldburg-Zeilschen Amt gehörte, dann wieder zum Oberamt Leutkirch. Bei dessen Auflösung 1938 kam die Gemeinde zum Landkreis Wangen.

#### Friesenhofen
Friesenhofen wurde um 1176 erstmals erwähnt. Im 14./15. Jahrhundert war der Ort im Besitz des Klosters Kempten. Das Gebiet bildete eine eigene Hauptmannschaft der Herrschaft Trauchburg, bei der die Landeshoheit lag. Ende des 18. Jahrhunderts verödete die Siedlung. 1805/07 entstanden mehrere neue Siedlungen, zum Beispiel Bachschwemme, Boschen, Bottentann und Speckenloch. 1806 kam das Gebiet zu Württemberg und es wurde die Gemeinde Friesenhofen gebildet. Diese gehörte zunächst zum Oberamt Wangen, kam 1842 an das Oberamt Leutkirch und bei dessen Auflösung 1938 zum Landkreis Wangen.

#### Gebrazhofen
Gebrazhofen wurde 1249 als Egebrechtshoven erstmals erwähnt, doch ist nicht mit Sicherheit festzustellen, ob es sich dabei wirklich um den heutigen Ort handelte. Im Jahre 1353 wurde ein Ort Geberatzhofen genannt, der ein Amt der Landvogtei Schwaben von Vorderösterreich bildete. Es umfasste ein Gebiet, das König Rudolf 1291 zusammen mit der Grafschaft Zeil und der Stadt Leutkirch erworben hatte. 1415 wurde es in die Landvogtei Schwaben eingegliedert und unterstand dem Oberamt Altdorf. Ab 1802 war es zwischen Österreich und Bayern strittig, bis es 1806 zu Bayern kam. Im Jahre 1810 wurde es württembergisch und in die Schultheißereien Gebrazhofen, Herlazhofen, Niederhofen, Tautenhofen und Wuchzenhofen aufgeteilt, die alle zum Oberamt Leutkirch gehörten. 1819 wurde Tautenhofen nach Herlazhofen und Niederhofen nach Wuchzenhofen eingegliedert, so dass nur noch drei Gemeinden bestanden. Diese kamen 1938 zum Landkreis Wangen.

#### Heggelbach
Heggelbach – frühere Ortsbezeichnungen „Hagelnbach“ und „Hegilnbach“ – zählte von Beginn an zu den Freien auf Leutkircher Heide. Seit 1353 war die Kirche in Heggelbach Filialkirche von Leutkirch und damit Expositurvikariat. 1811 wird Heggelbach von der Württembergischen Regierung der neu errichteten Schultheißerei Tautenhofen zugeschlagen. Nach Aufhebung derselben wurden beide mit der neuen Gemeinde Herlazhofen, die zum Oberamt Leutkirch kommt, vereinigt.

#### Herlazhofen
Herlazhofen wurde um 1246 als Erlandishovin erstmals erwähnt. Im 14. Jahrhundert kam der Ort teilweise an die Herren von Hohentann und im 15. Jahrhundert zum Kloster Kempten. Später gehörte es zum Amt Gebrazhofen der Landvogtei Schwaben. 1806 kam es unter bayerische und ab 1810 unter württembergische Verwaltung. Dann wurde Herlazhofen eine eigene Gemeinde im Oberamt Leutkirch. 1819 wurde die Gemeinde Tautenhofen eingegliedert und 1938 kam die Gemeinde zum Landkreis Wangen.

#### Hofs

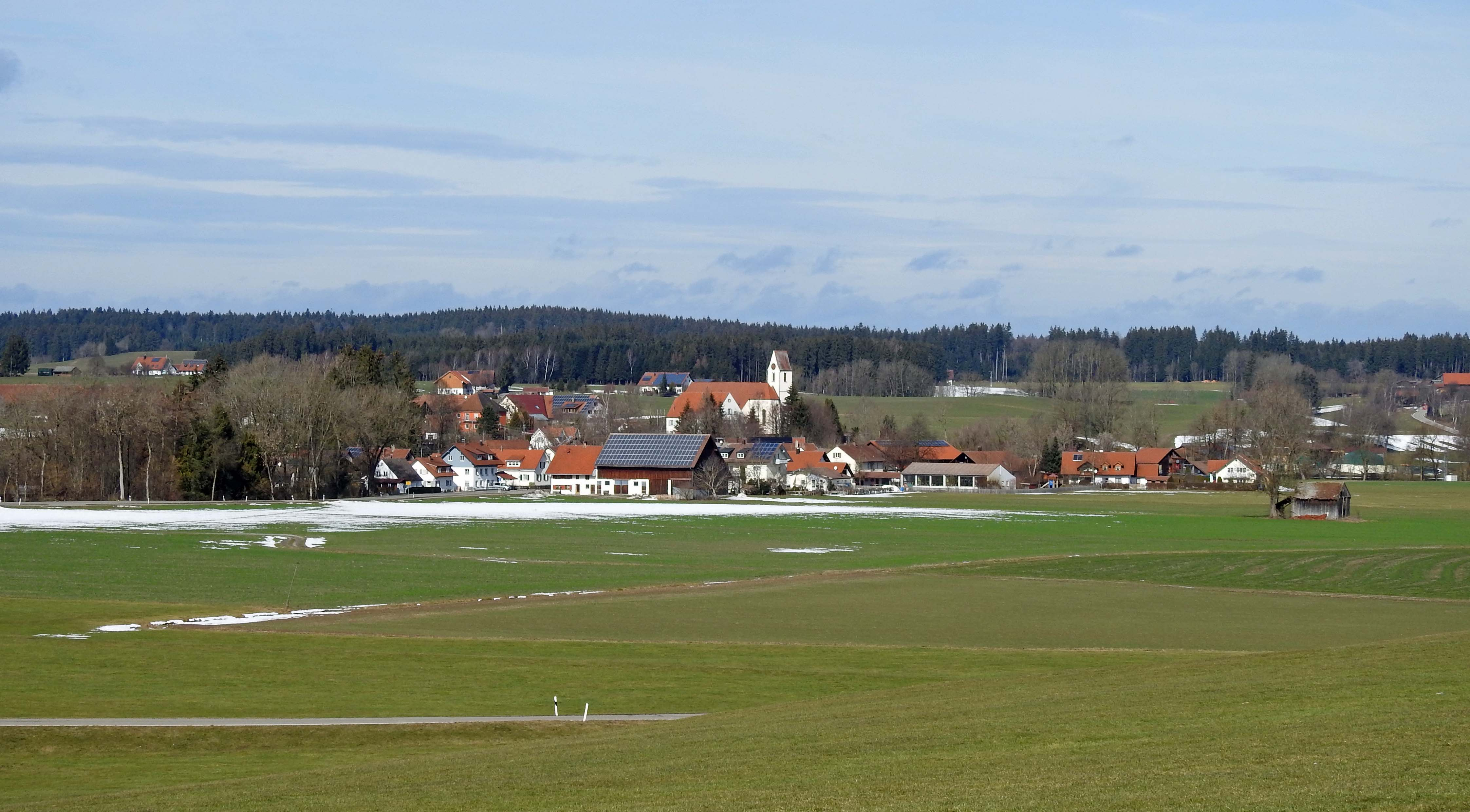
Hofs von Südosten

Hofs wurde 1359 erstmals genannt, als es von Truchseß Otto von Waldburg an das Kloster Weingarten verkauft wurde. Der Ort gehörte dann zum Amt Ausnang, dessen hohe Obrigkeit der Landvogtei Schwaben unterstand. Mit Weingarten kam das Amt Ausnang 1802 zu Nassau-Oranien-Fulda, 1804 zu Österreich, 1806 zu Bayern und 1810 zu Württemberg. Ausnang war als Ort bereits im 18. Jahrhundert vereinödet. So entstand 1810 die Gemeinde Hofs innerhalb des Oberamts Leutkirch. Im Jahre 1938 kam die Gemeinde zum Landkreis Wangen.

#### Reichenhofen
Reichenhofen wurde 1127 als Richehoven erstmals erwähnt. Im 14. Jahrhundert war der Ort Sitz der Herren von Trauchberg. Später hatten die Klöster Isny, Rot und Kempten Besitzungen, schließlich das Spital Waldsee. Im Jahr 1756 vereinödete der Ort und andere Siedlungen entstanden. Die Landeshoheit über das Gebiet lag bei der Grafschaft Zeil. Mit dieser kam es 1806 zu Württemberg und gehörte zunächst zur Schultheißerei Zeil-Zeil, wurde 1820 eine Gemeinde im fürstlichen Amt Waldburg-Zeil und Trauchburgischen Amt Zeil (bis 1849), gehörte aber seit 1810 zum Oberamt Leutkirch und kam 1938 zum Landkreis Wangen.

#### Tautenhofen
Tautenhofen wurde nach 1094 als Tutenhofen erstmals erwähnt. Der Ort gehörte zum Amt Gebrazhofen der Landvogtei Schwaben und kam mit dieser 1810 zu Württemberg. Danach war Tautenhofen eine selbstständige Gemeinde im Oberamt Leutkirch. 1819 wurde sie nach Herlazhofen eingegliedert und kam mit dieser 1938 zum Landkreis Wangen.

#### Urlau
Urlau wurde 833 als Urallon erstmals erwähnt. Der Ort gehörte zum Amt Gebrazhofen der Landvogtei Schwaben und kam mit dieser 1810 zu Württemberg. Besitzungen hatte das Kloster St. Gallen. Im 15. Jahrhundert gehörte es den Herren von Hohentann und dem Kloster Kempten. Die Kirche kam über die Herren von Hohentann, die sie als Lehen des Hochstifts Würzburg hatten, an die Memminger Familie Ammann. Schließlich kam der Ort über die Augsburger Familie Feuchtwekk an die Herren von Laubenberg und 1700 an die Deutschordenskommende Altshausen. Im Urlauer Tann wurde im Zweiten Weltkrieg eine große Munitionsanstalt gebaut, die „Muna Urlau“.

#### Winterstetten
Winterstetten wurde 833 als Wintirsteti erstmals erwähnt. Das Gebiet war eine Hauptmannschaft der Herrschaft Trauchberg, welche die Landeshoheit ausübte. 1806 kam das Gebiet zu Württemberg und 1820 wurde die gleichnamige Gemeinde im Oberamt Wangen gebildet. Dann kam sie zum Oberamt Leutkirch und 1938 zum Landkreis Wangen.

#### Wuchzenhofen

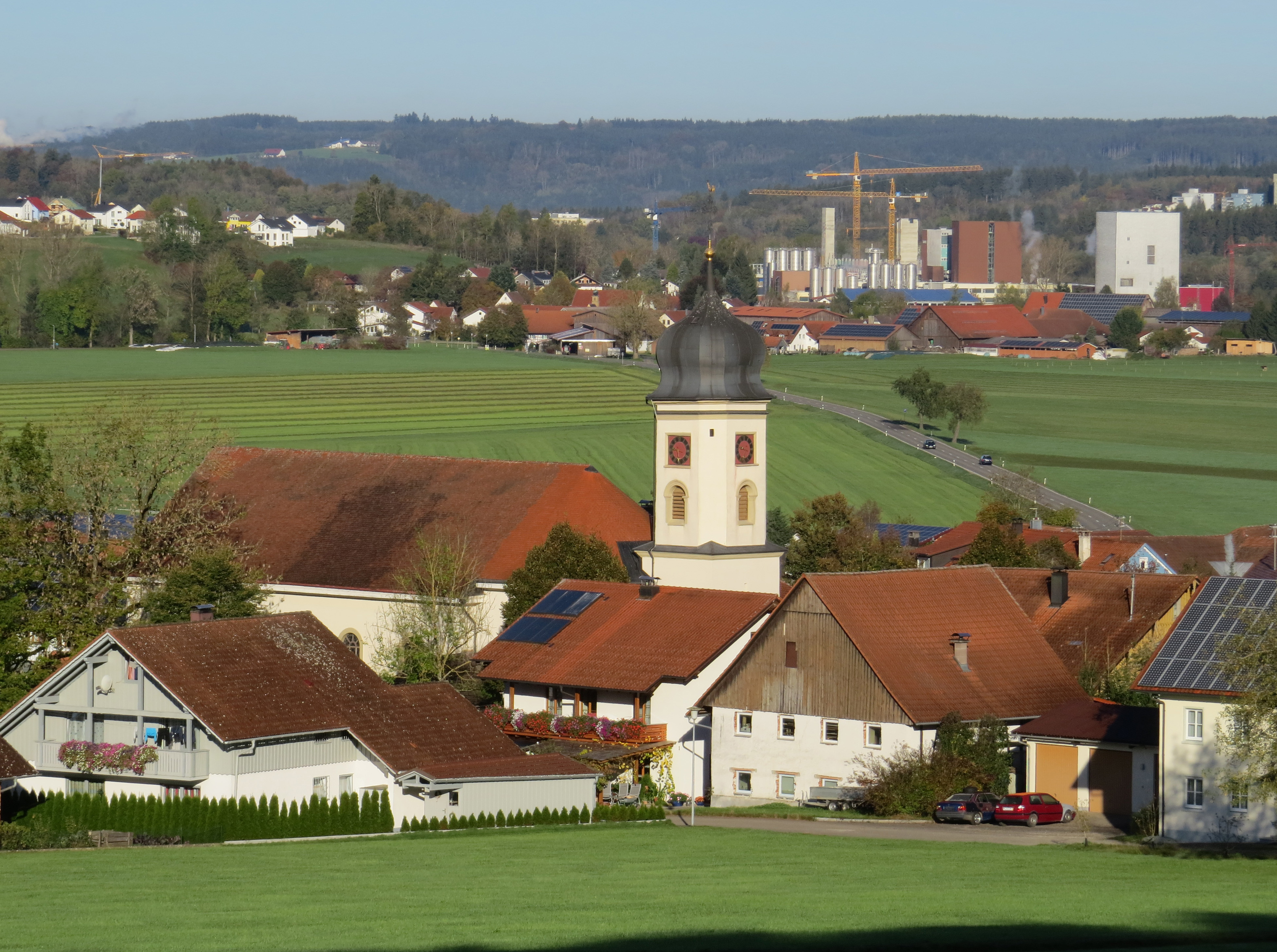
Wuchzenhofen von Südosten

Wuchzenhofen wurde 1353 als Wuczenhofen erstmals erwähnt. Der Ort gehörte zum Amt Gebrazhofen der Landvogtei Schwaben und kam 1806 zu Bayern und 1810 zu Württemberg. 1811 entstand die Gemeinde Wuchzenhofen, in die 1819 die Gemeinde Niederhofen eingegliedert wurde. Sie gehörte stets zum Oberamt Leutkirch und kam 1938 zum Landkreis Wangen.

### Eingemeindungen
In die Stadt Leutkirch im Allgäu wurden folgende Gemeinden eingegliedert:
- 1. Januar 1972: Hofs[11]
- 1. Juni 1972: Diepoldshofen, Friesenhofen, Gebrazhofen, Herlazhofen, Reichenhofen, Winterstetten und Wuchzenhofen[11]

### Einwohnerentwicklung
Einwohnerzahlen nach dem jeweiligen Gebietsstand. Die Zahlen sind Volkszählungsergebnisse (¹) oder amtliche Fortschreibungen der jeweiligen Statistischen Ämter (nur Hauptwohnsitze).
| Jahr                | Einwohner |
| ------------------- | --------- |
| 1350                | ca. 1.800 |
| 1500                | ca. 2.000 |
| 1610                | ca. 2.200 |
| 1790                | 1.750     |
| 1823                | 1.879     |
| 1855                | 2.277     |
| 1. Dezember 1871¹   | 2.819     |
| 1. Dezember 1880¹   | 2.891     |
| 1. Dezember 1900¹   | 3.383     |
| 1. Dezember 1910¹   | 4.010     |
| 16. Juni 1925¹      | 4.283     |
| 16. Juni 1933¹      | 4.510     |
| 17. Mai 1939¹       | 4.864     |
| 13. September 1950¹ | 6.079     |
| 6. Juni 1961¹       | 7.247     |

| Jahr              | Einwohner |
| ----------------- | --------- |
| 27. Mai 1970¹     | 9.899     |
| 31. Dezember 1972 | 20.038    |
| 31. Dezember 1975 | 19.974    |
| 31. Dezember 1980 | 19.900    |
| 25. Mai 1987¹     | 20.309    |
| 31. Dezember 1990 | 20.722    |
| 31. Dezember 1995 | 21.585    |
| 31. Dezember 2000 | 22.029    |
| 31. Dezember 2005 | 22.415    |
| 31. Dezember 2010 | 21.902    |
| 9. Mai 2011¹      | 21.744    |
| 31. Dezember 2015 | 22.406    |
| 31. Dezember 2020 | 23.030    |
| 15. Mai 2022¹     | 23.517    |
| 31. Dezember 2023 | 24.060    |

¹ Volkszählungsergebnis

### Immigration
Bei der Volkszählung 2022 wurde ermittelt, dass 3.000 Menschen bzw. 12,8 % der Einwohner in Leutkirch keine deutsche Staatsbürgerschaft besitzen (2011: 6,6 %). Von diesen Menschen stammen 1.270 aus EU-Ländern und 1.730 aus anderen Ländern. Die größten Einwanderungsgruppen kommen aus der Türkei (381 Menschen), Syrien (230), Italien (217), Rumänien (205) und Polen (190).

## Religionen
Gemäß Zensus 2022 sind 56,1 % der Bewohner Leutkirchs katholisch (2011: 70,3 %), 11,4 % evangelisch (2011: 12,3 %), und 32,5 % gehören anderen oder keiner Glaubensgemeinschaft an (2011: 17,4 %). In der Periode 2019–2023 sind jährlich zirka 1 % der Einwohner aus der Kirche ausgetreten.
Das Gebiet der heutigen Stadt Leutkirch gehörte anfangs zum Bistum Konstanz und war dem Archidiakonat Tannenfels, Dekanat auf der Heide, unterstellt. Eine Kirche mit Pfarrei wurde bereits 788 erwähnt und 797 als St.-Martins-Kirche genannt, die 1352 König Karl IV. dem Stift Stams schenkte. Durch Tausch kam sie schließlich an das Kloster Weingarten. Die heutige Kirche wurde 1514/19 im spätgotischen Stil erbaut, der Turm hat noch romanische Reste. Im Jahre 1814 erhielt der Turm eine Zwiebelhaube.
Die Reformation hielt in Leutkirch erst 1546 Einzug, fünf Jahre nach dem Tod des aus Leutkirch stammenden Wiener Bischofs Johann Fabri, der seine Leutkircher von Wien aus energisch vor dem neuen Glauben gewarnt hatte. Die Bevölkerung schloss sich dem Augsburgischen Bekenntnis und dem Schmalkaldischen Bund an. Die Folge waren langjährige Streitigkeiten mit dem Patronatsherrn der Pfarrkirche St. Martin, dem Kloster Weingarten. Im Jahre 1562 schlossen beide Parteien einen Vergleich. Die Katholiken behielten die Pfarrkirche St. Martin, den Protestanten wurde die Spitalkirche zugesprochen, die 1589 baulich erweitert wurde. Sie heißt heute Gedächtniskirche. Das Spital war 1418 gegründet worden. Die Zahl der Katholiken wurde nach diesem Vergleich begrenzt.

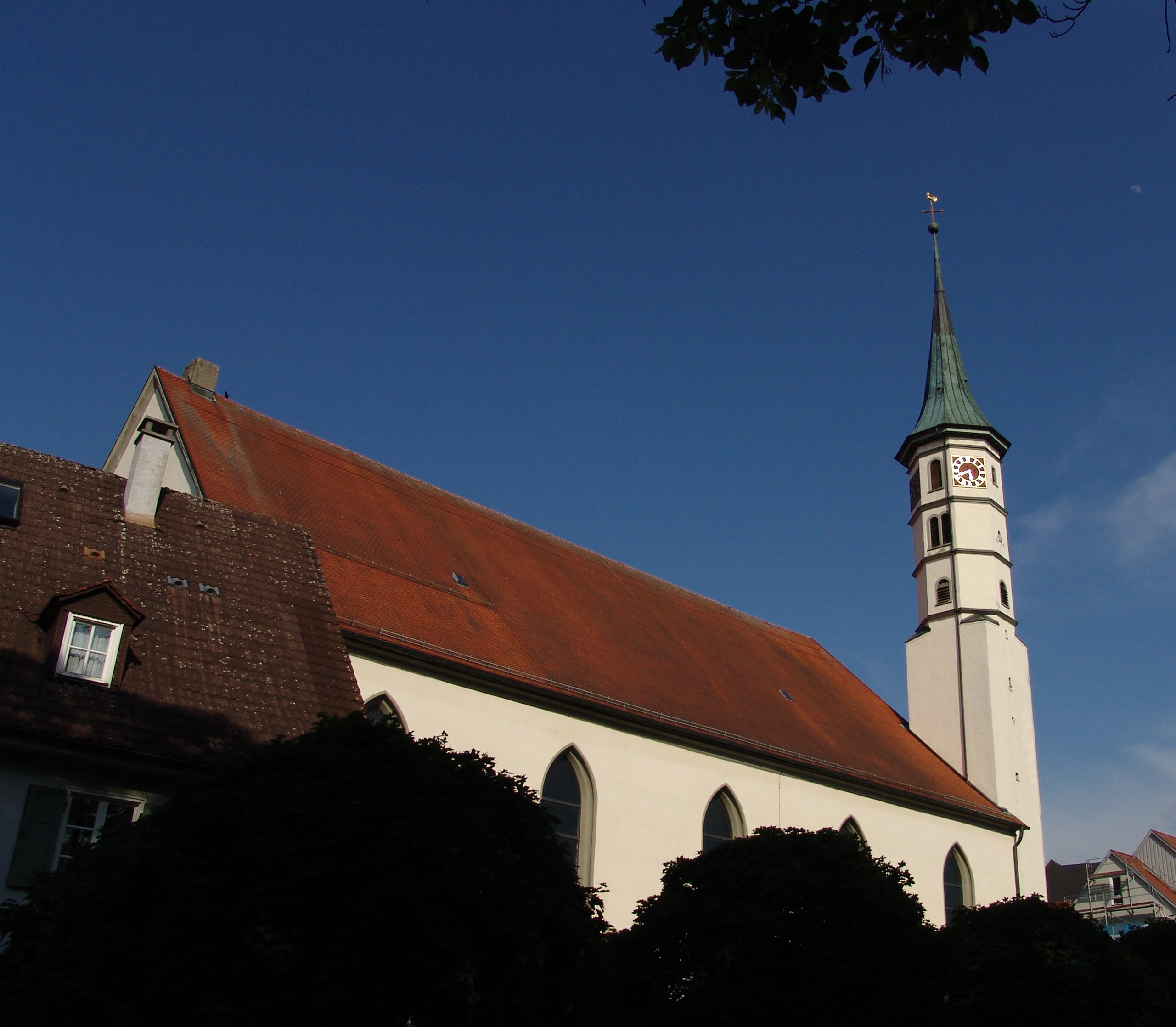
Dreifaltigkeitskirche

Von 1613 bis 1615 baute die evangelische Gemeinde die Dreifaltigkeitskirche, die heutige evangelische Hauptkirche der Stadt als ersten protestantischen Kirchenbau zwischen Donau und Bodensee. Architekt war Daniel Schopf, der eine Kirche im Stil von Heinrich Schickhardt schuf. Diese wurde von 1857 bis 1860 neugotisch umgestaltet, doch wurde dies 1972 bis auf die Ausstattung wieder rückgängig gemacht.
In Leutkirch wurde auf Initiative von Dekan Karl Kästle im Jahr 1958 das Bischöfliche Knabenseminar eröffnet. Der in Hauerz geborene Bischof von Rottenburg-Stuttgart, Carl Joseph Leiprecht, stellte das Haus unter den Schutz der Patronin Regina Pacis, Königin des Friedens. 28 Jahre bestand das Haus als Bischöfliches Studienheim Regina Pacis, von den Leutkirchern Semi oder auch Semi Leutkirch genannt, mit bis zu hundert Schülern. Die Diözese Rottenburg-Stuttgart wollte begabten Jungen im Oberland den Besuch einer höheren Schule ermöglichen und erhoffte sich so auch Nachwuchs für den Priesterstand.
Aus Kostengründen wurde das Knabenseminar 1984 geschlossen, umgebaut, modernisiert und 1987 als Haus Regina Pacis wieder eröffnet.

### Evangelische Kirchengemeinde
Die evangelische Kirchengemeinde Leutkirch blieb bis 1802 selbständig, wurde 1810 in die Evangelische Landeskirche in Württemberg eingegliedert und dem Dekanat Ravensburg zugeordnet. In der Gemeinde sind drei Pfarrer (Tanja Götz, Volker Gerlach und Ulrike Rose) tätig. In die Stadtteile Leutkirchs zogen vor allem nach dem Zweiten Weltkrieg evangelische Bewohner. Auch sie gehören zur Evangelischen Kirchengemeinde Leutkirch. In Unterzeil, Gebrazhofen und Friesenhofen finden meist in den dortigen katholischen Kirchen oder Gemeindehäusern regelmäßig Gottesdienste statt.

### Katholische Kirchengemeinden
Die katholische Gemeinde gehörte bis 1802 zum Bistum Konstanz. Dann wurde sie dem Ordinariat Ellwangen unterstellt, aus dem 1821/27 das neu gegründete Bistum Rottenburg (heute Bistum Rottenburg-Stuttgart) wurde. Leutkirch wurde Sitz eines Dekanats. Zu ihm gehören alle katholischen Kirchengemeinden in den Stadtteilen Leutkirchs, die nach der Reformation ausnahmslos katholisch blieben.
Im Einzelnen gibt es in den Leutkircher Ortsteilen folgende katholische Kirchen:
- St. Johann Baptist Diepoldshofen (Kirche von 1846 mit altem Turm)
- St. Johann Baptist Engerazhofen (Kirche von 1789/90, jedoch älterer Vorgängerbau)
- St. Petrus und Paulus Friesenhofen (spätgotische Kirche mit späteren Erneuerungen und Umbauten im 17. Jahrhundert)
- Mariä Himmelfahrt Gebrazhofen (spätgotischer Turm mit Kirchenschiff von 1689/90)
- Expositurvikariats-Filialkirchengemeinde St. Nikolaus Heggelbach (1631 Umbau einer spätgotischen Kirche, 1706 geweiht)
- St. Stephanus Herlazhofen (Kirche von 1426 mit Erweiterung 1717; eine Kirche und Pfarrei wurde aber bereits 1275 erwähnt)
- St. Gertrud Hinznang (spätgotischer Bau mit Umbauten des 18. und 19. Jahrhunderts sowie neoromanischem Chorabschluss von 1884)
- St. Gallus und Magnus Hofs (Kirche und Pfarrei 1275 genannt, die spätgotische Kirche wurde 1755 und 1860 erweitert)
- St. Gordian und Epimachus in Merazhofen (Kirche von 1841 mit altem Turm)
- St. Bartholomäus Ottmannshofen (alte Kirche mit Erweiterung von 1897)
- St. Laurentius Reichenhofen (Kirche von 1500 mit Turm von 1534 und Umbauten von 1756 und 1888; eine Kirche wurde bereits 1275 erwähnt)
- St. Maria Schloss Zeil (1612 als Stiftskirche erbaut, 1760 klassizistische Veränderungen)
- Filialkirchengemeinde St. Magnus Unterzeil (16. Jahrhundert, Turm von 1684/90 mit Zwiebelhaube, die 1828 durch einen Helm ersetzt wurde)
- St. Martinus Urlau (romanische Urkirche mit barocker Umgestaltung von 1667 und neuem Chorgewölbe von 1742)
- St. Margareta Willerazhofen (spätgotische Kirche mit Umbauten von 1698 und Erweiterungen des 19. Jahrhunderts)
- St. Johannes Baptista Wuchzenhofen (spätklassizistischer Bau von 1842 mit Ausmalung von 1887/88 und spätgotischem Turmunterteil der alten Kirche von 1353).

Darüber hinaus gibt es einige Filialkirchen und Kapellen, wie zum Beispiel St. Leonhard Rimpach (erbaut 1765 unter Verwendung des gotischen Vorgängerbaus), Kapelle La Salette Engerazhofen (erbaut 1864 mit Schiff von 1889), Kapelle St. Johann und Paul Herlazhofen (erbaut 1603, im 19. Jahrhundert restauriert), Kapelle Ellerazhofen (erbaut 1845), Kapelle St. Veit Grünenbach (spätgotisch mit barockem Umbau), Kapelle Lanzenhofen (vermutlich 18. Jahrhundert), Kapelle St. Silvester und Wendelin (1594 umgebaut), Kapelle zur Hl. Ottilie Raggen (neoromanisch, frühere Kapelle St. Agatha wurde 1902 abgebrochen), Kapelle Auenhofen (Baujahr unbekannt), Filialkirche St. Stephan Striemen (gotisch mit Erneuerung 1890), Kapelle St. Wolfgang (im gleichnamigen Weiler, 1427–1467 erbaut), Kapelle Sebastianssaul (1675 erbaut), Kapelle St. Fridolin (erbaut 1934, Vorgängerbau aus dem 18. Jahrhundert), Kapelle Balterazhofen, Kapelle Lauben (18. Jahrhundert), Kapelle Weipoldshofen (Baujahr unbekannt, wurde 2005 renoviert) und Kapelle Wielazhofen (erbaut 1883, erweitert 1954).

### Andere Religionsgemeinschaften
Neben den beiden großen Kirchen gibt es in Leutkirch auch freikirchliche Gemeinden, darunter eine evangelisch-methodistische Gemeinde. Auch die Neuapostolische Kirche ist in Leutkirch vertreten. Für die muslimischen Bewohner Leutkirchs besteht eine Moschee, die Mimar Sinan Camii.

## Politik

### Ergebnisse überregionaler Wahlen
Bei den Landtagswahlen in Baden-Württemberg im Jahr 2021 wurde die CDU in der Gemeinde Leutkirch mit 36,8 % der Stimmen die stärkste Kraft, während sie auf Landesebene mit 24,1 % nur Platz 2 nach den Grünen belegte. Die SPD, die landesweit die drittstärkste Partei wurde, landete in Leutkirch mit 5,4 % lediglich auf dem fünften Platz nach AfD und FDP.
Bei der Bundestagswahl 2025 platzierte sich die CDU mit 36,6 % der Zweitstimmen in Leutkirch – wie auch deutschlandweit – klar auf dem ersten Platz. Sie verzeichnete dabei auch deutliche Gewinne gegenüber ihrem Leutkircher Wahlergebnis bei der vorherigen Bundestagswahl (28,8 %). Weiterhin folgte die AfD auf dem zweiten Rang mit 22,0 %. Die Grünen kamen mit 11,4 % in Leutkirch auf den dritten Platz vor der SPD (10,2 %), welche deutschlandweit den dritten Platz erreichte. Mit 5,6 % folgte anschließend die Linke. Wie auch deutschlandweit lagen FDP und BSW in Leutkirch unter 5 %.

### Gemeinderat
Die Kommunalwahl am 9. Juni 2024 mit einer Wahlbeteiligung von 58,2 % in Leutkirch ergab Stimmenanteile und Sitzverteilung, die in den nebenstehenden Diagrammen dargestellt sind:

### Bürgermeister

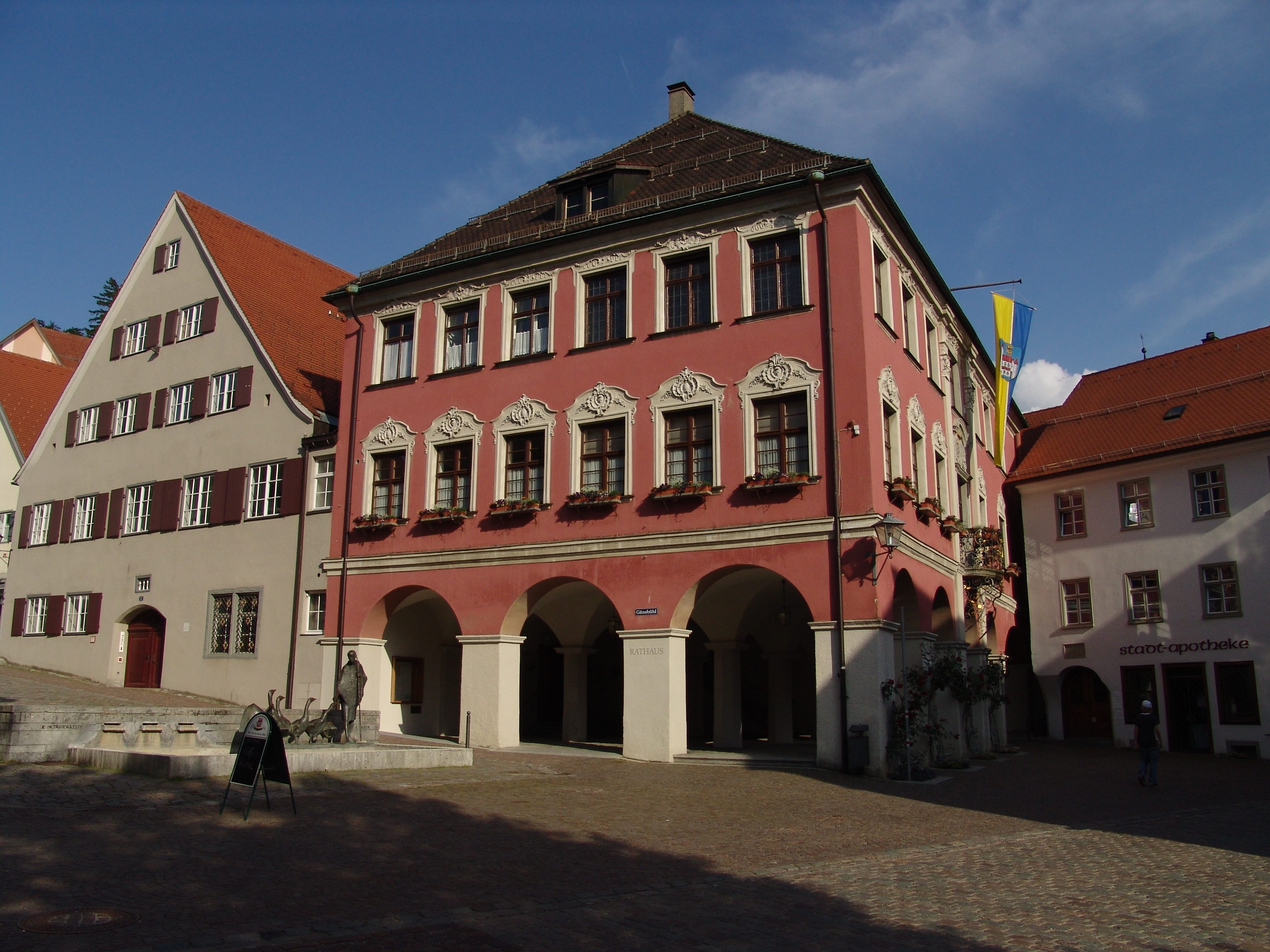
Rathaus

An der Spitze der Reichsstadt Leutkirch stand der vom königlichen Landvogt ernannte Amtmann. Daneben gab es auch einen erstmals 1311 erwähnten Rat, dessen Mitglieder zugleich die Richter waren. Vorsitzender des Stadtgerichts war der Amtmann. Mitte des 15. Jahrhunderts wurde die Zunftverfassung eingeführt. Danach übernahm der von den Bürgern gewählte Bürgermeister den Vorsitz im Rat. Der Amtmann war nur noch Vorsitzender des Gerichts. Neben dem Rat gab es noch den so genannten Ausschuss der Zwanzig als Vertreter der Zünfte. Später war der Amtmann wieder Mitglied im Rat, dem ferner zwei Bürgermeister, drei Geheime und neun Ratsherren angehörten.
Im Jahr 1802 wurde die bayerische und ab 1810 die württembergische Verwaltung eingesetzt. Danach gab es einen Stadtschultheiß und den Rat. 1935 wurde aus dem Stadtschultheiß der Bürgermeister, der seit der Erhebung zur Großen Kreisstadt 1974 die Amtsbezeichnung Oberbürgermeister führt. Der Oberbürgermeister wird für eine Amtszeit von acht Jahren gewählt. Er ist Vorsitzender des Gemeinderats und Leiter der Stadtverwaltung. Der Oberbürgermeister hat einen Ersten Beigeordneten als hauptamtlichen Stellvertreter, der die Amtsbezeichnung Bürgermeister führt.
Im Juni 2024 wurde der parteilose Hans-Jörg Henle bei der Oberbürgermeisterwahl in Leutkirch mit 82,8 Prozent der Stimmen für eine dritte Amtszeit wiedergewählt.
Die Bürgermeister bzw. Oberbürgermeister seit 1802:
- 1802–1803: Gottlieb Friedrich Mendler und Johann Jakob Uhland
- 1804–1806: Stadtkommissar Jäger
- 1807–1817: Johannes Zorn und Abraham Stör (abwechselnd)
- 1818–1833: Gabriel Schneider
- 1833–1845: Johann Früh
- 1845–1875: Wilhelm Blaich
- 1875–1893: Jakob Blaich
- 1893–1928: August Fischer
- 1929–1934: Max Held
- 1934–1939: Fritz Ehrle
- 1940–1943: Die Amtsgeschäfte wurden vom Ersten oder Zweiten Beigeordneten versehen
- 1943–1945: Walter Reichert
- 1945–1946: Josef Rusch
- 1946–1954: Eugen Herrmann
- 1954–1986: Josef Feger
- 1986–2002: Otto Baumann
- 2002–2008: Elmar Stegmann
- 2008–2024: Hans-Jörg Henle
- seit 2024: Hans-Jörg Henle

### Wappen und Flagge

#### Wappen
| Wappen der Stadt Leutkirch im Allgäu | Blasonierung: „In Blau eine rot gedeckte silberne (weiße) Kirche (Basilika) mit rechtsstehendem großem Turm mit Giebeldach und goldenem (gelbem) Kreuz sowie mit zwei linksstehenden kleinen Türmen mit Kegeldächern; über dem Kirchendach in goldenem (gelbem) Schildchen ein doppelköpfiger schwarzer Adler (Reichswappen).“ |
| Wappen der Stadt Leutkirch im Allgäu | Wappenbegründung: Das redende Wappen bezieht sich auf die Martinskirche, die als kirchliches Zentrum des Nibelgaus eine „Leutkirche“ (Pfarrkirche) gewesen ist. Die von ihr ausgegangene Bezeichnung ist schon seit 843 als Name der ganzen Siedlung bezeugt. Die Wappenfiguren der Kirche und des auf die ehemalige Reichsstadt hinweisenden Adlers sind unter allerlei stilistischen Wandlungen im Wesentlichen seit dem frühesten bekannten Siegelabdruck von 1382 vorherrschend geblieben. Nach der Mediatisierung der Stadt musste der Adler im 19. Jahrhundert allerdings zeitweilig den württembergischen Hirschstangen weichen, die im gespaltenen Schild links von der Kirche dargestellt wurden. |

Wappen der ehemals eigenständigen Gemeinden und heutigen Stadtteile

Diepoldshofen
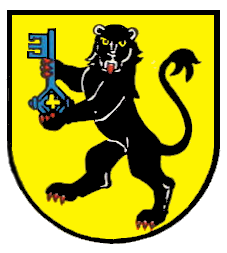
Friesenhofen
Gebrazhofen
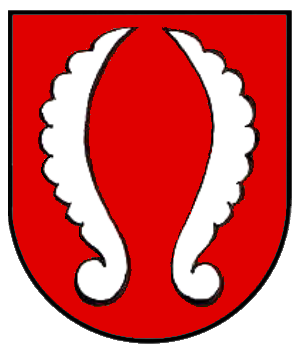
Herlazhofen
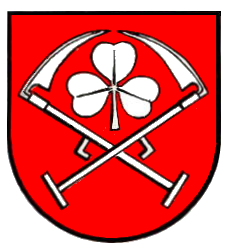
Hofs
Reichenhofen
Winterstetten
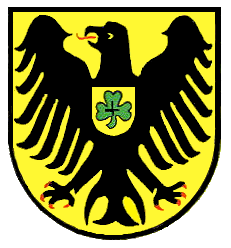
Wuchzenhofen

#### Flagge
Die Farben der Stadtflagge sind Blau und Gelb. Sie sind vermutlich vom Stadtwappen abgeleitet, mögen aber auch von der 1832 geweihten Fahne der Bürgergarde beeinflusst worden sein, auf der diese Farben vorherrschten.

### Städtepartnerschaften
Leutkirch unterhält Städtepartnerschaften mit
- Lamalou-les-Bains in Frankreich, seit 1982
- Hérépian in Frankreich, seit 1982
- Bédarieux in Frankreich, seit 1982
- Castiglione delle Stiviere in Italien, seit 1995

## Kultur und Sehenswürdigkeiten

### Museen
Das Heimatmuseum Museum im Bock zeigt Exponate der Stadt- und Handwerksgeschichte. Der Glashütte im ehemaligen Glasmacherdorf Schmidsfelden ist ein Glasmuseum angegliedert.

### Konzerthäuser
Das im Jahr 2003 gegründete Weltenklanghaus in Heggelbach veranstaltet regelmäßig kammermusikalische Konzerte mit Musikern aus verschiedenen Kulturen und Musiktraditionen.

### Bauwerke

#### Altstadt
Die Altstadt von Leutkirch ist in wesentlichen Teilen seit der Frühen Neuzeit erhalten geblieben. Sie ist eine denkmalgeschützte „Gesamtanlage“ nach § 19 Denkmalschutzgesetz Baden-Württemberg.
- Das Rathaus der ehemaligen Reichsstadt wurde 1740/1741 mit Walmdach erbaut. Der historische Sitzungssaal mit Stuckdecke stammt von Johannes Schütz. Von 1845 bis 2002 war das Leutkircher Stadtarchiv im Rathaus untergebracht. Im Frühjahr 2002 zog es dann in ein eigenes Gebäude in der Leutkircher Altstadt.

- Das Gotische Haus in der Marktstraße zählt zu den fünf bedeutendsten Denkmälern Südwürttembergs. Es wurde zwischen 1377 und 1379 erbaut. Die Denkmalstiftung Baden-Württemberg ernannte es zum Denkmal des Monats Juni 2008.[25]
- Von der ehemaligen Stadtbefestigung sind noch der Bock- oder Blaserturm und der Pulverturm von 1693 erhalten.
- Das ehemalige Kloster, das 1281 gestiftet wurde, diente nach der Auflösung 1804 ab 1853 als Schulhaus. Nach dem Neubau der Schule wurde es als Wohnhaus genutzt.

- Die katholische Stadtpfarrkirche („Leutekirche“) St. Martin, deren erster Vorgängerbau schon 848 erwähnt wurde, hat seit 1519 ihre heutige Form als spätgotische Hallenkirche.[26]
- Die Dreifaltigkeitskirche wurde von 1613 bis 1615 erbaut und war der erste evangelische Kirchenneubau im schwäbischen Oberland. Nach Schäden durch ein Erdbeben wurde sie 1857 bis 1860 in neugotischem Stil hergerichtet. 1972 wurden die meisten neugotischen Elemente entfernt und das Innere in einen modernen Kirchensaal und mehrere Gemeinderäume unterteilt.[27]
- Das 1408 erbaute Spital dient heute als Stadtbauamt.

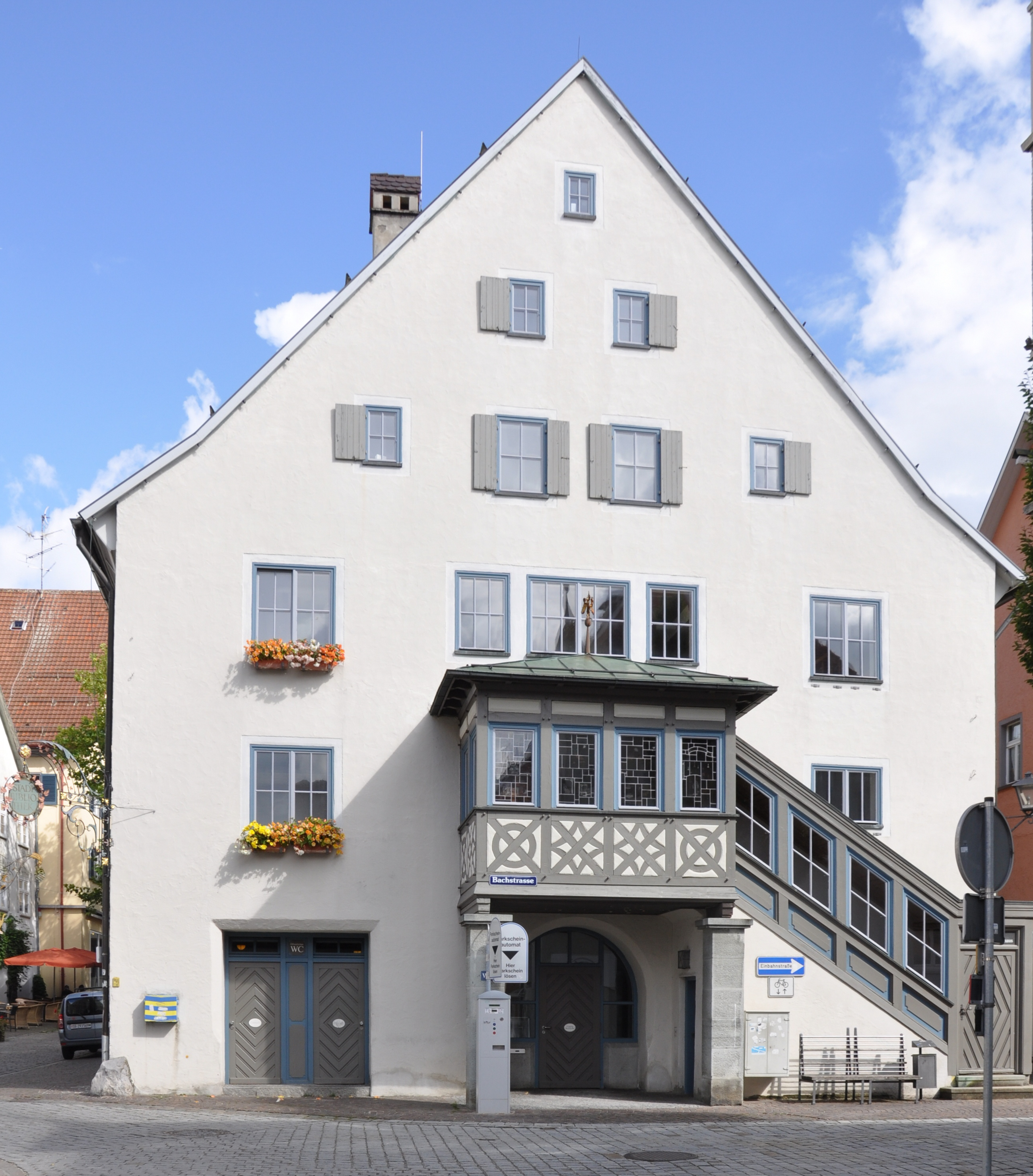
Kornhaus

- Das 1508/09 errichtete Kornhaus diente bis in die Zeit des Zweiten Weltkrieges Handel und Lagerung landwirtschaftlicher Produkte. Bei der Sanierung 1965–1967 wurde das Fachwerk der inneren Außenwandschale wegen Fäulnis durch Mauerwerk ohne Holz ersetzt. Nach einem weiteren Umbau dient es seit 1989 als Bibliothek und Galerie.
- Das Schlösschen Hummelsberg wurde 1636 von der Ulmer Patrizierfamilie Furttenbach errichtet.
- In den 1930er Jahren bauten die Nationalsozialisten unterhalb der Wilhelmshöhe einen Thingplatz.

#### Schloss Zeil

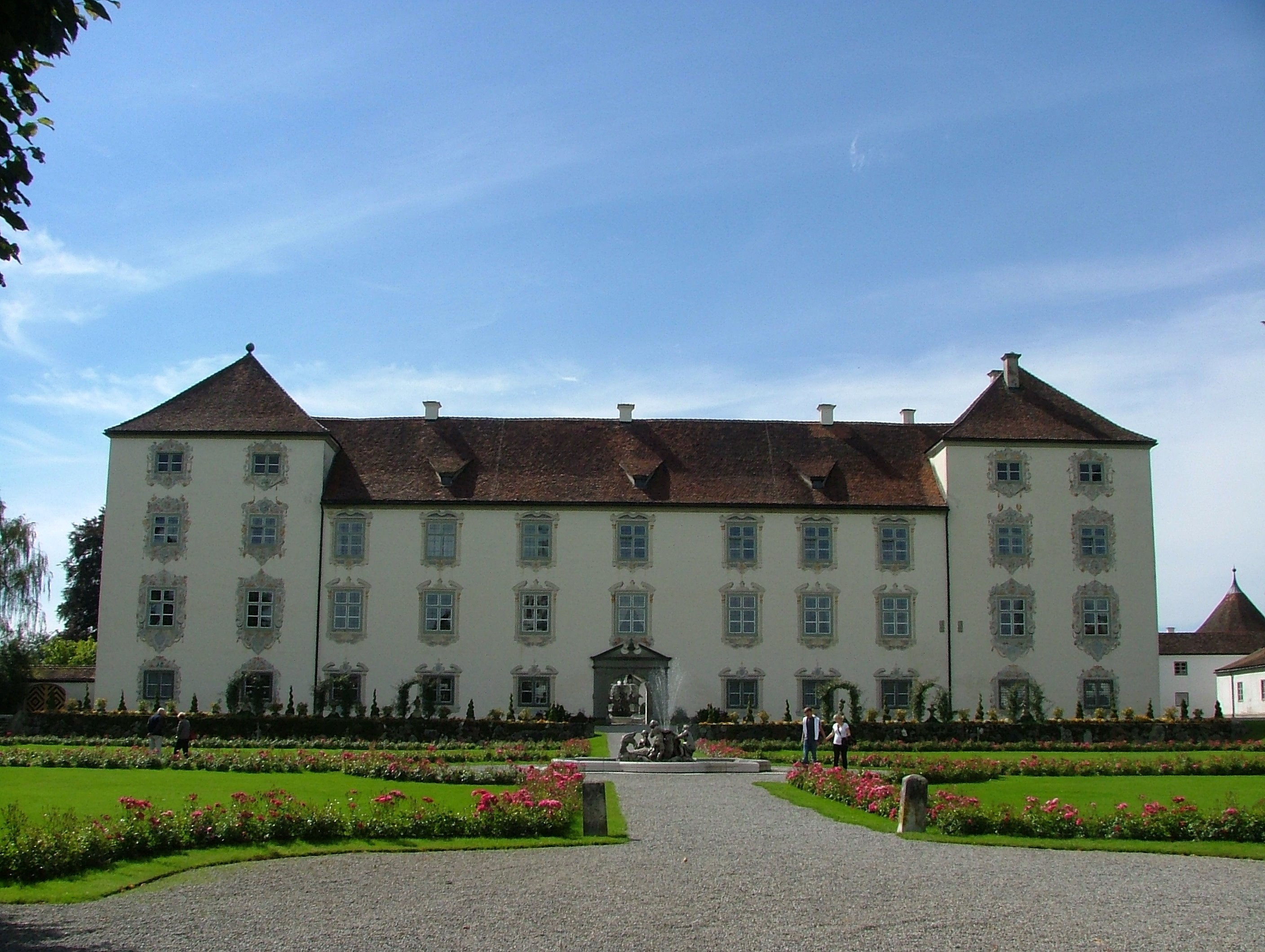
Schloss Zeil von Norden gesehen

Schloss Zeil steht fünf Kilometer nördlich der Kernstadt auf einem Berg am entgegengesetzten Rand des Talbeckens oberhalb des Dorfes Unterzeil. Das Renaissance-Bauwerk kann nur von außen besichtigt werden. Frei zugänglich ist die zum Schlosskomplex gehörende Pfarrkirche St. Maria.
Truchsess Froben von Waldburg-Zeil ließ 1598 die mittelalterliche Burg Zeil abbrechen und 1599 mit dem Bau des heutigen Renaissance-Schlosses beginnen. Der Bau zog sich bis zu seinem Tod im Jahre 1614 hin. Als Unterstützer der Gegenreformation ließ Truchsess Froben zuerst Kirche und Stift (Hauskloster) errichten, erst danach das Schloss. Er ordnete auch an, täglich ein Hochamt, ein feierliches Gotteslob und eine Messe für die in der Gruft ruhenden Toten zu halten.

#### Atelierhäuser in Rotis

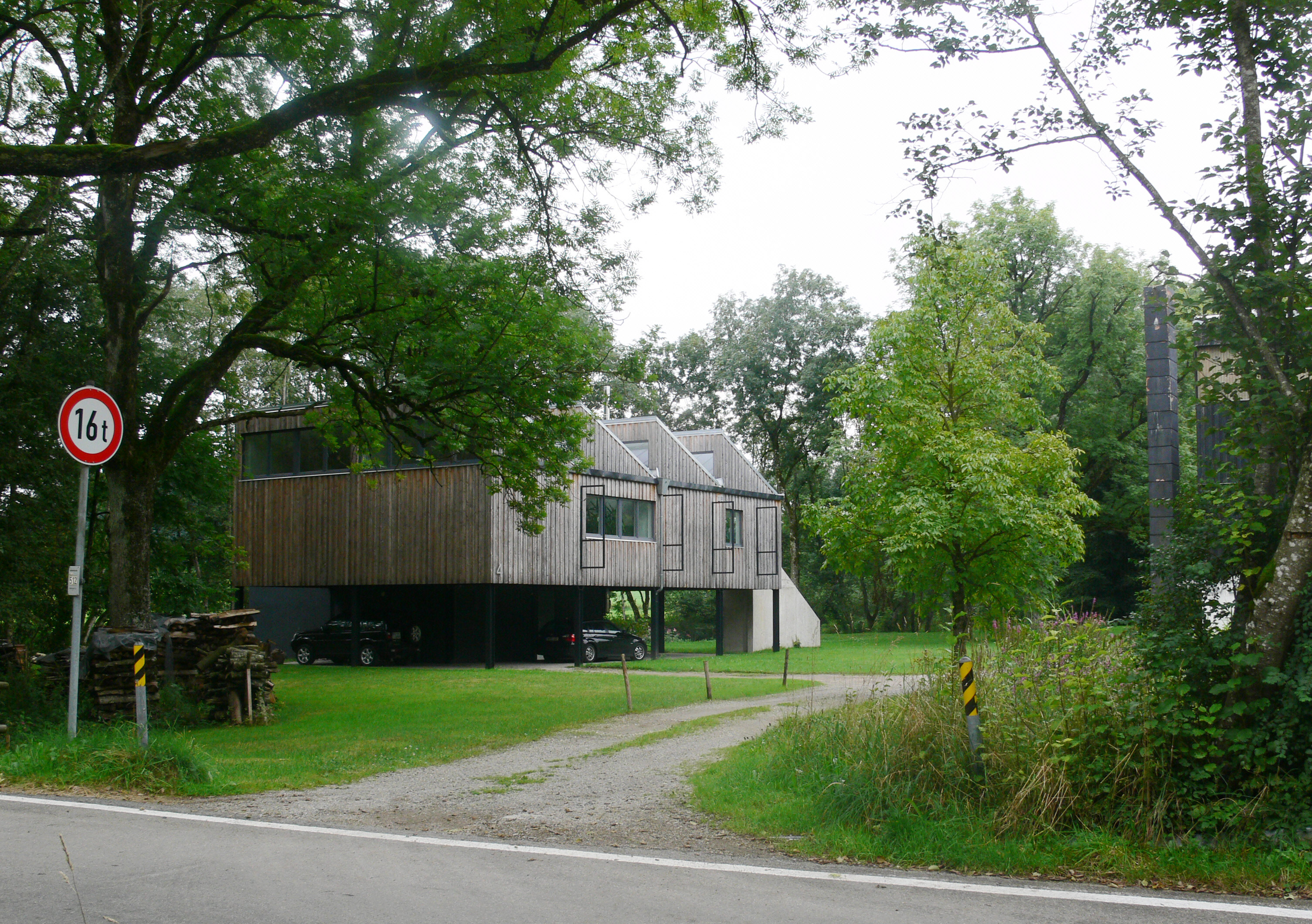
Aichers Atelierhäuser

Im Ortsteil Rotis, einer Mühlenanlage, entwarf der Grafiker, Designer und Typograf Otl Aicher in den 1980er Jahren für seine Bürogemeinschaft einige Atelierhäuser. Dort finden heute noch Fachseminare statt. Aicher benannte auch seine Schriftsippe Rotis nach dem Ortsteil.

#### Autobahnkapelle

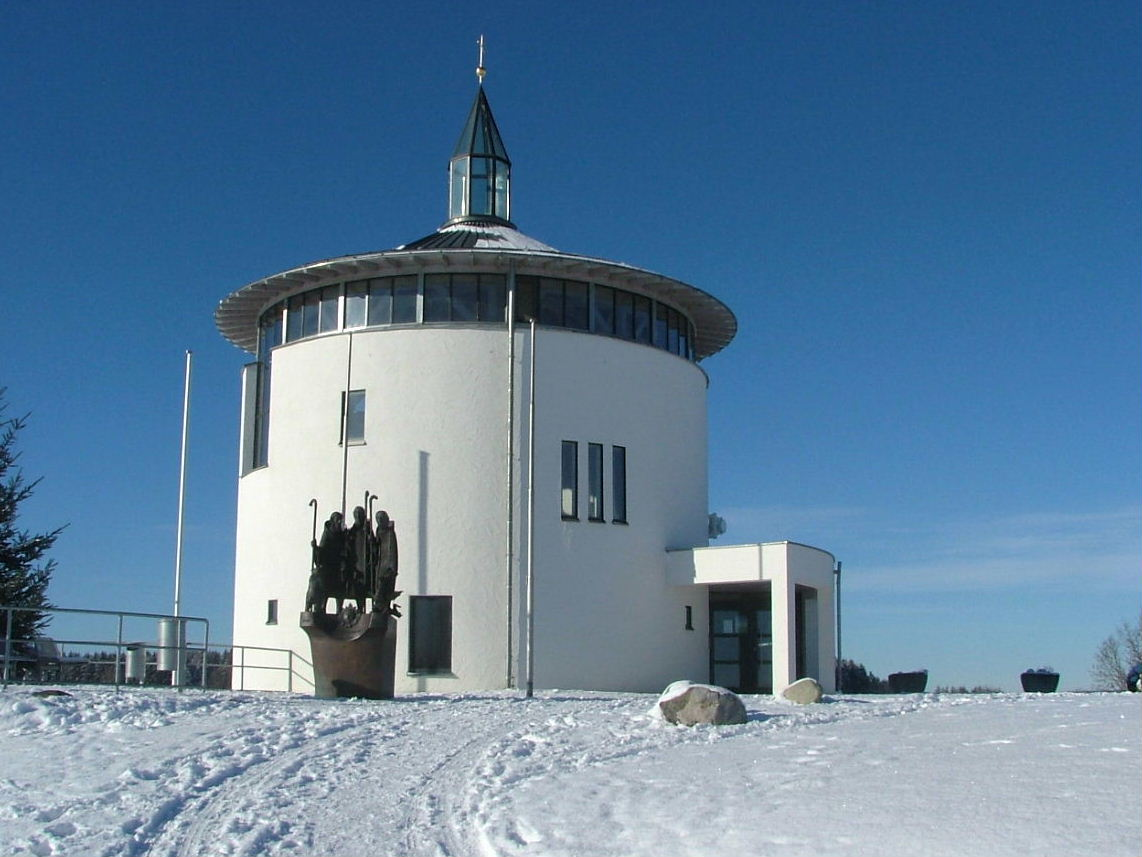
Galluskapelle Winterberg

Neben den konfessionellen Gotteshäusern gibt es auf dem Gebiet der Stadt Leutkirch auch einen ökumenischen Sakralbau: Im Juli 2000 wurde auf dem Winterberg nahe dem Ortsteil Tautenhofen die Galluskapelle als ökumenische Autobahnkapelle geweiht. Vom Rastplatz an der A 96 führt ein steiler Fußweg hinauf zu der Kapelle, ein bequemerer Weg ist von dem Dorf Tautenhofen nordöstlich des Hügels. Vor dem Rundbau stehen Bronzefiguren der „Allgäuheiligen“ Gallus, Magnus und Columban.

### Regelmäßige Veranstaltungen
- Leutkircher Frühlingsfest

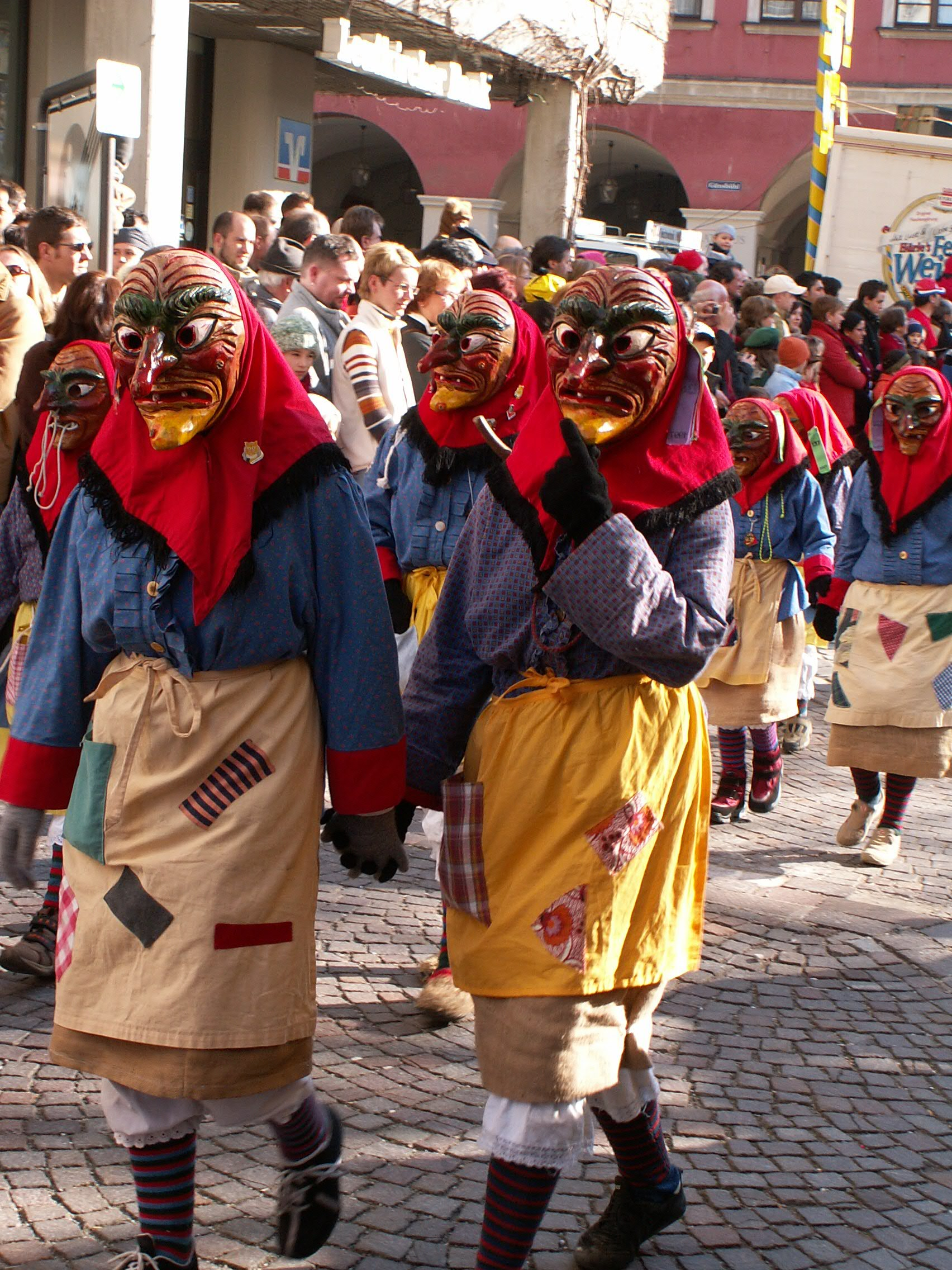
Leutkircher Stadthexen

- Leutkircher Altstadtsommer-Festival ALSO
- Leutkircher Kinder- und Heimatfest
- Leutkircher Fasnacht
- Leutkircher Weihnachtsmarkt
- Flugplatzfest (Propellerfest) in Unterzeil, jährlich Ende April
- Gallusmarkt, jährlich im Oktober
- Leutkircher Kleinkunsttage, jährlich im Oktober
- Talk im Bock
- Offene Bühne
- AAARGH Festival in Uttenhofen
- Folk im Allgäu

## Wirtschaft und Infrastruktur

### Verkehr

#### Fernstraßen
Leutkirch liegt an der Bundesautobahn 96, die von Lindau nach München führt. Die B 465 ergänzt die Anbindung an das Straßennetz des Bundes.

#### Bahn- und Busverkehr

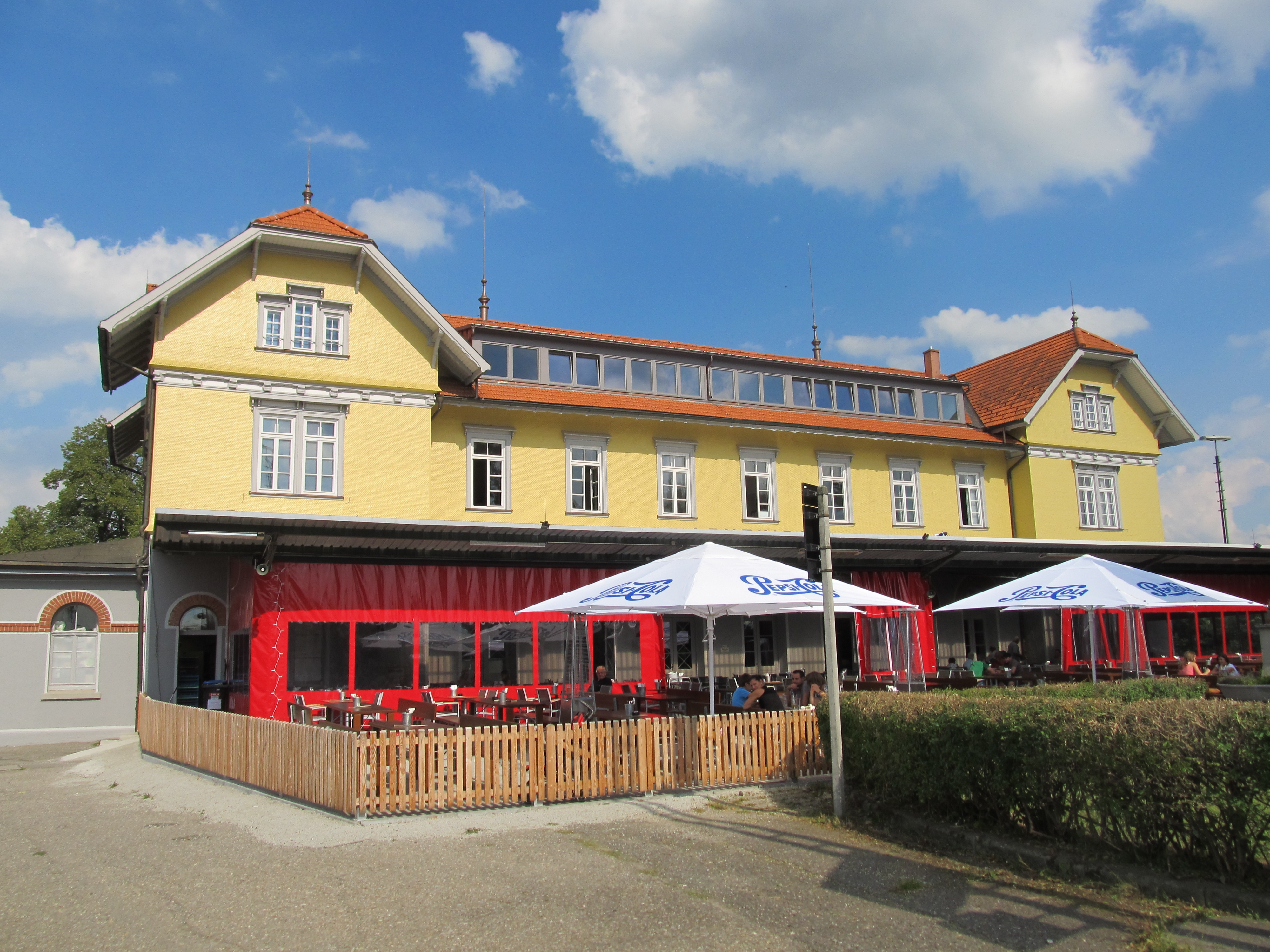
Bahnhofsgebäude des Bahnhofes Leutkirch

Der Bahnhof Leutkirch liegt an den Bahnstrecken Herbertingen–Isny und Leutkirch–Memmingen. Die Stadt ist täglich im Zwei-Stunden-Takt (morgens und nachmittags teilweise auch stündlich) erreichbar.
Die Stadt ist mit einigen Buslinien u. a. mit Isny und Bad Wurzach verbunden und gehört dem Bodensee-Oberschwaben Verkehrsverbund (bodo) an. Innerhalb Leutkirchs verkehrt der Stadtbus Leutkirch.

#### Radverkehr
Durch eine Alltagsroute aus dem Radnetz Baden-Württemberg ist Leutkirch über die Stadtteile Tautenhofen und Gebrazhofen und über den Kißlegger Ortsteil Waltenhofen mit Wangen im Allgäu verbunden und eigentlich in der anderen Richtung über den Stadtteil Niederhofen und über Aichstetten und Aitrach Richtung Memmingen; vor Aichstetten-Altmannshofen besteht jedoch eine Netzlücke, da es dort an der stark befahrenen L260 keinen Radweg gibt.
Durch Leutkirch führt der Oberschwaben-Allgäu-Radweg. Er ist eine Rundstrecke über Ulm und Tettnang und verläuft dabei von Bad Wurzach über die Leutkircher Stadtteile Diepoldshofen und Reichenhofen in die Kernstadt und weiter über die Stadtteile Adrazhofen und Urlau nach Isny.
Außerdem führt die ca. 475 Kilometer lange Radrunde Allgäu durch Leutkirch.

#### Fernwanderweg
Der Schwarzwald-Schwäbische-Alb-Allgäu-Weg, auch als Hauptwanderweg 5 bezeichnet, ein 311 Kilometer langer Fernwanderweg des Schwäbischen Albvereins zwischen Pforzheim und dem Westallgäu führt durch Leutkirch.

#### Flugverkehr
Seit 1955 gibt es den Verkehrslandeplatz Leutkirch-Unterzeil (ICAO-Ortskennung: EDNL).

### Wirtschaft
Im Jahr 2022 erzielte Leutkirch im Allgäu Einnahmen aus der Gewerbesteuer in Höhe von 22,37 Millionen Euro. Mit einem Gewerbesteuerhebesatz von 350 % liegt Leutkirch im oberen Mittelfeld aller Gemeinden Deutschlands.

### Ansässige Unternehmen
- Brauerei Clemens Härle
- Gruschwitz GmbH Tech-Twists
- MILEI GmbH
- Pfleiderer

### Ehemalige Unternehmen
- Thermopal
- Holzhof Zeil

### Medien
Leutkirch war von 1945 bis 2013 Sitz des Schwäbischen Verlages, der die Schwäbische Zeitung, eine der größten Tageszeitungen Baden-Württembergs, herausgibt. Anfang Februar 2013 zog die Zentralredaktion in ihren Neubau nach Ravensburg. In Leutkirch erscheint zweimal die Woche der Memminger Kurier.

### Tourismus
Center Parcs Europe N. V. hat einen Ferienpark auf dem Gelände der ehemaligen Muna Urlau erstellt. Am 27. September 2009 entschieden sich die Leutkircher Einwohner in einem Bürgerentscheid mehrheitlich für das Projekt. Ende 2015 wurde bekanntgegeben, dass die Finanzierung des gut 250 Millionen Euro schweren Projekts gesichert sei; bis Ende 2018 sollten ungefähr 1000 Ferienhäuser und ein großes überdachtes Zentrum mit Geschäften, Restaurants, Unterhaltungsangeboten und einem großen Bade- und Wellness-Bereich entstehen. Schlussendlich hat man das Konzept dann noch etwas angepasst und vergrößert. Die Baukosten sind damit auf etwa 350 Millionen gestiegen. Nach einem Fehlstart Anfang Oktober 2018 öffnete der Ferienpark Leutkirch / Center Parcs Park Allgäu nun Ende Oktober 2018 für die Feriengäste.

### Behörden, Einrichtungen und Justiz
Leutkirch ist Sitz eines Amtsgerichts, das zum Landgerichtsbezirk Ravensburg und zum Oberlandesgerichtsbezirk Stuttgart gehört. Die Stadt war bis 2008 Sitz des Dekanats Leutkirch des Bistums Rottenburg-Stuttgart und gehört jetzt zum Dekanat Allgäu-Oberschwaben.

### Bildungseinrichtungen
In Leutkirch gibt es das allgemeinbildende Hans-Multscher-Gymnasium, die Otl-Aicher-Realschule, die Don-Bosco-Schule als Förderschule, Grundschulen und Technische Hauptschulen in Leutkirch, Gebrazhofen und Wuchzenhofen. Eine Hauptschule bestand bis 2011 ferner in Diepoldshofen; Grundschulen gibt es in Engerazhofen, Friesenhofen, Oberer Graben, Herlazhofen-Willerazhofen, Reichenhofen und Ausnang.
Seit dem Schuljahr 2015/16 gibt es ebenfalls eine Gemeinschaftsschule mit Primar- und Sekundarstufe I.
Der Landkreis Ravensburg ist Träger der Gewerblichen Schule Leutkirch mit Technischem Gymnasium und der beruflichen Geschwister-Scholl-Schule für Hauswirtschaft, Landwirtschaft, Umwelt, Sozialpädagogik und Pflege mit Sozialwissenschaftlichem Gymnasium (SG). Ferner gibt es eine Fachschule für Landwirtschaft und einen Schulkindergarten für besonders förderungsbedürftige Kinder.
Die private Schule für Erziehungshilfe St. Anna rundet das Schulangebot Leutkirchs ab.

## Persönlichkeiten

### Ehrenbürger
Die Stadt Leutkirch im Allgäu hat folgenden Personen das Ehrenbürgerrecht verliehen:
- 1859: Gustav Griesinger (1804–1888), evangelischer Stadtpfarrer, Burschenschafter und Dichter
- 1871: Johann Joseph Lauth (1812–1874), Oberamtmann des Oberamts Leutkirch und Begründer der Lauth’schen Stiftung
- 1887: Ferdinand Eggmann (1827–1913), Geistlicher und Politiker
- 1949: Carl Joseph Leiprecht (1903–1981), Bischof von Rottenburg
- 1959: Ernst Vogler (1879–1966), Begründer der Vereinigung der Leutkircher in Stuttgart und Umgebung
- 1962: Karl Kästle (1893–1970), katholischer Stadtpfarrer
- 1969: Emil Vogler (1899–1996), Schulrektor und Begründer des Leutkircher Heimatmuseums
- 1978: Josef Siedler (1913–2005), Landwirt und Landtagsabgeordneter
- 1983: Georg Moser (1923–1988), Bischof von Rottenburg-Stuttgart
- 1986: Josef Feger (1920–2010), Oberbürgermeister von 1954 bis 1986
- 1990: Erwin Henning (1901–1993), Kunstmaler
- 2008: Georg Fürst von Waldburg zu Zeil und Trauchburg (1928–2015), Unternehmer
- 2009: Hans Schmid (1930–2014), Apotheker
- 2020: Hedwig Seidel-Lerch, Gemeinderätin[37]
- 2020: Wolfgang Wild, Mitglied im Leutkircher Gemeinderat[38]

### Söhne und Töchter der Stadt
- Hans Multscher (um 1400–1467), Bildhauer
- Ursula Haider (1413–1498), Äbtissin
- Johann Fabri (eigentlich Johann Hegerlin; 1478–1541), Humanist und Erzbischof von Wien
- Joseph Furttenbach (1591–1667), Architekt
- Anna Barbara Walch-Künkelin (1651–1741), Anführerin der „Weiber von Schorndorf“
- Jakob von Furtenbach (1663–1741), Handelsherr, Mitgründer und Vorsteher der lutherischen Gemeinde in Genf
- Franz von Waldburg-Zeil (1778–1845), Fürst von Waldburg zu Zeil und Trauchburg, Standesherr der Königreiche Bayern und Württemberg
- Karl Gangloff (1790–1814), Zeichner
- Karl Lichtenstein (1816–1866), römisch-katholischer Geistlicher, Pädagoge und Politiker
- Georg Ferdinand von Waldburg-Zeil (1823–1866); Jesuitenpater, Volksmissionar und Dichter
- Paul von Buder (1836–1914), Religionswissenschaftler, Rektor der Universität Tübingen
- Alfred Rembold (1844–1922), Jurist und Politiker (Zentrum), Landtagsabgeordneter
- Franz Ludwig Baumann (1846–1915), Historiker und Archivar
- Viktor Rembold (1846–1916), Politiker
- Max Ott (1855–1941), Bürgermeister von Salzburg (geboren in Rimpach)
- Friedrich von Waldburg-Wolfegg-Waldsee (1861–1895), Fürst von Waldburg-Wolfegg-Waldsee, später Jesuitenpater
- Carl Schirmer (1864–1942), Politiker, Reichstagsabgeordneter (ZENTRUM, BVP)
- Georg von Waldburg zu Zeil und Trauchburg (1867–1918), württembergischer Major
- Richard Preiser (1871–1945), Altphilologe und neulateinischer Dichter
- Dr. Owlglass (eigentlich Hans Erich Blaich; 1873–1945), Lyriker und Schriftsteller
- Ernst Schott (1877–1961), Jurist, Landtagsabgeordneter
- Georg Schneider (1878–1958), Komponist, Kirchenmusiker und Lehrer
- Josef Weiger (1883–1966), katholischer Theologe
- Friedrich Heeb (1884–1958), Schriftsetzer und Politiker
- Maria Müller-Gögler (1900–1987), Schriftstellerin
- Thomas Ruf (1911–1996), Politiker (CDU)
- Josef Siedler (1913–2005), Politiker (CDU)
- Richard Zettler (1921–2015), Komponist, Musikpädagoge und Dirigent
- Georg Moser (1923–1988), Bischof von Rottenburg-Stuttgart
- Konrad Reichert (1930–2015), Elektrotechniker und Professor an der ETH Zürich
- Alois Graf von Waldburg-Zeil (1933–2014), Politiker (CDU)
- Gerhard Eckle (* 1935), Pianist
- Helmut Schieber (1938–2011), Jurist und Bankmanager, ehem. Präsident der LZB Baden-Württemberg
- Wilhelm Mößle (1940–2002), Rechtswissenschaftler
- Elke Maravilha (1945–2016), Schauspielerin, Model und Fernseh-Moderatorin
- Wolfgang Henning (* 1946), Maler
- Marie-Luise Kling-de Lazzer (* 1947), evangelische Theologin, kandidierte 2005 erfolglos als erste Frau für das Amt der Landesbischöfin in der Evangelischen Landeskirche in Württemberg
- Jürgen Binder (* 1947), ehemaliger Landrat des Landkreises Sigmaringen
- Martin Gegenbauer (* 1949), Orgelbauer
- Johannes von Thadden (* 1956), Bundesgeschäftsführer der CDU (2004–2007)
- Wilhelm Halder (* 1958), Landtagsabgeordneter
- Wolfgang Ertel (* 1959), Informatiker und Hochschullehrer
- Peter Nick (* 1962), Biologe und Hochschullehrer
- Gerd Riss (* 1965), Motorradrennfahrer
- Gunther Hartmann (* 1966), Mediziner und Hochschullehrer
- Rainer W. Bussmann (* 30. Mai 1967 in Leutkirch im Allgäu), Ethnobotaniker und Pflanzenökologe
- Manfred Junker (* 1969), Jazzmusiker
- Carmen Haage (* 1971), Leichtathletin
- Ulrike Meyer (* 1973), Informatikerin und Hochschullehrerin
- Sascha Weiss (* 1977), Koch
- Heiko Butscher (* 1980), Fußballspieler
- Clemens Moll (* 1980), Politiker (CDU)
- Daniele Gabriele (* 1994), Fußballspieler
- Fabian Menig (* 1994), Fußballspieler
- Daniel Hausmann (* 2003), Fußballspieler

### Sonstige Persönlichkeiten
- Matthias Waibel (Ende des 15. Jahrhunderts–1525), Allgäuer Reformator, wurde 1525 auf der Leutkircher Haid ohne Richterspruch hingerichtet.
- Der als „Segenspfarrer vom Allgäu“ bekannt gewordene Augustinus Hieber (1886–1968) war 31 Jahre lang bis zu seinem Tod 1968 katholischer Pfarrer des heutigen Leutkircher Ortsteils Merazhofen.
- Der Gestalter Otl Aicher (1922–1991) lebte von 1972 bis zu seinem Tod zusammen mit seiner Frau, der Schriftstellerin Inge Aicher-Scholl, der älteren Schwester der Geschwister Scholl, im Leutkircher Ortsteil Rotis und entwickelte hier die heute weit verbreitete Rotis-Schriftenfamilie.
- Bernd Hiemer (* 1983), Supermoto-Weltmeister, lebt in Leutkirch
- Michael Salomo (* 1988), Politiker (SPD), aufgewachsen in Leutkirch